# 파룬궁

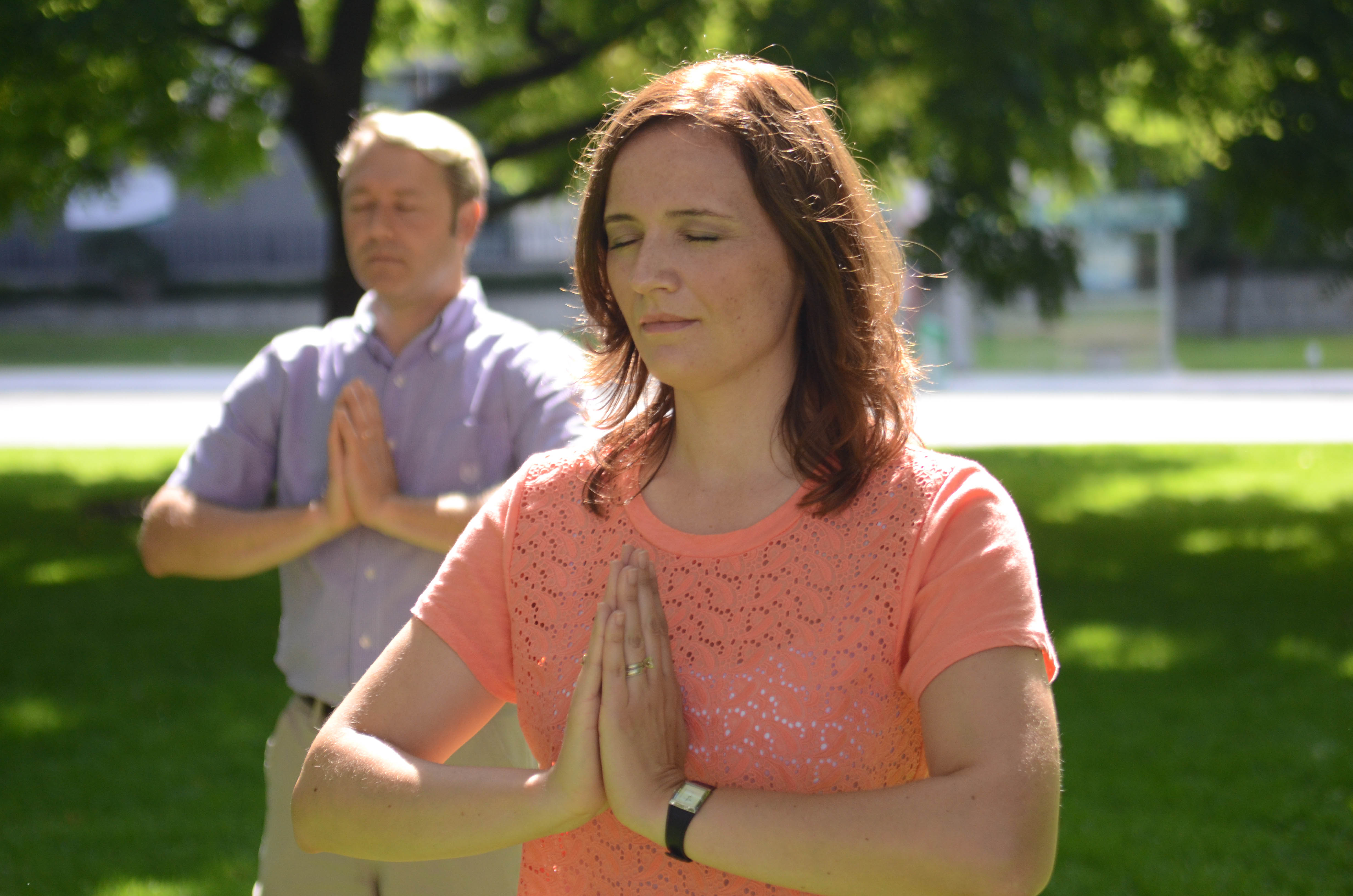
파룬궁을 연마하는 캐나다 시민들

파룬궁(중국어 정체자: 法輪功, 간체자: 法轮功, 병음: Fǎlún Gōng, 한자음: 법륜공, 영어: Falun Gong) 또는 파룬따파(중국어 정체자: 法輪大法, 간체자: 法轮大法, 병음: Fǎlún Dàfǎ)는 진선인(眞·善·忍, 진실·선량·인내，또는 쩐싼런)을 핵심 사상으로 삼는 중국의 심신수련법이다. 사단법인 한국 파룬따파불학회의 공식 표기법으로는 '파룬따파'이며 영어 표기는 'FaLun DaFa'이다. 파룬궁은 불가와 도가를 포괄하는 성명쌍수공법(性命雙修功法)으로서 심성(心性)을 제고하고 5장공법으로 구성된 연공동작을 통하여 본체(本體)를 개변하는 것인바, 지금의 불교·도교와는 직접적인 관계가 없다. 우주의 연화원리(演化原理)에 따라 수련하며, 우주의 최고특성--眞(쩐)·善(싼)·忍(런) 표준에 따라 수련을 지도한다. 석가모니·노자가 말한 이치는 우리 은하계 범위 내의 이치였지만 파룬따파가 연마(煉)하는 것은 아주 커서 우주를 연마하는 것과 같다. 지금 사회에서 유전하는 기공(氣功)이 모두 단도(丹道)로 가고 연단(煉丹)하는 것에 속하지만 파룬따파는 단도로 가지 않고 아랫 배 부위에 파룬(法輪)을 수련한다. 파룬은 우주의 축소판으로서 자동적으로 운행(運轉)·회전(旋轉)하여 사람을 연화하므로, 이를 '공이 사람을 연마함(功煉人)' 또 '법이 사람을 연마함(法煉人)'이라고도 한다.
파룬궁은 1992년 5월 13일 중국 지린성 창춘시에서 리훙즈가 처음 전파했다. 당시 중국에서는 문화대혁명 중기인 1970년 경부터 ‘기공 열풍’이 불었고, 그때 등장한 기공공파는 2400개 이상이나 되었다.  파룬궁은 공식적으로 회비나 등록비가 없고, 종교처럼 예배를 지내지 않아도 될 뿐만 아니라 아무런 형식이 없는 대도무형(大道無形)의 수련법으로 우주의 근본특성인 진(眞) 선(善) 인(忍)에 동화되는 것을 핵심으로 한다. 서양 학계에선 중국의 전통적 또는 종교적 ‘기공(Qigong， 氣功) 수련법’, ‘영적 운동’, ‘자기계발 수련법’으로 파룬궁을 정의하기도 했다.
1990년대 초반부터 후반까지 초기 시절에 파룬궁은 중국 정부로부터 큰 지지를 받았고, 중국 정부 산하 기공과학연구회의 초청으로 직속공파가 되었다. 1992년과 1993년 베이징에서 열린 동방건강박람회에 참가하여 2년 연속하여 최우수공파로 선정되었고 파룬궁 창시인 리홍쯔대사는 만장일치로 '최고의 환영받는 기공사'로 선정되었다. 파룬궁은 수련이고 병치료를 하는 것은 아니지만 당시 박람회에서는 특별히 병치료를 해 주었는데 수많은 불치병 환자들이 기적같이 치료되는 것을 보면서 인산인해를 이루었다. 수련자수가 폭발적으로 늘어나면서 공산당은 탄압의 구실을 찾고자 1994년 말부터 비밀리에 특무들을 수련계에 파견하여 암행감찰을 계속하였다. 그 주동자는 당시 국가주석 장쩌민(江澤民)이었다.
1999년에 중국 정부가 추산한 파룬궁 수련 인구는 약 7천만 명에 이르렀다. 중국공산당이 파룬궁 탄압의 구실을 찾지 못하는 가운데, 중공정법위 서기 뤄간(羅幹)의 처남 허쭤슈(何祚庥)는 중국 과학원의 어용 과학자로서 1999년 4월 11일, '청소년과기박람(青少年科技博覽)’’(톈진 교육대학에서 발행한 잡지)'에 '나는 청소년들이 기공수련하는 것을 찬성하지 않는다'는 제목의 파룬궁 비방기사를 기고했다. 톈진 수련자들은 그들이 파룬궁 수련으로 많은 이로움을 얻었기에 오해를 바로잡고 싶었다. 그들은 4월 18일과 24일 사이에 톈진 사범대학에 가서 잡지 편집자들과 대화를 통해 기사의 부정적인 영향을 없애기 위해 노력했다. 잡지사에서 정정보도를 약속할 즈음인 4월 23~24일 갑자기 몰려 온  톈진 공안국의 경찰들은 수련자들을 무차별 구타하고 45명을 체포 구금하였다. 다른 수련자들이 톈진 수련생들의 석방을 위해 톈진시 정부에 갔을 때 “이 건은 공안부와 관련이 있으며 베이징의 승인 없이 석방할 수 없다”는 말을 들었다. 톈진 경찰은 수련생들에게 말했다. “베이징으로 가십시오. 베이징에서만 문제를 해결할 수 있습니다.” 그래서  1999.4. 25. 1만여 명의 수련생들은 중앙에 청원하기 위하여 베이징 중난하이 부근의 국무원 상방소(청원국)에 찾아가 청원하였다.  주룽지 총리의 주선으로 수련생 대표들은 체포한 4.25 파룬궁 수련생을 석방할 것과 파룬궁의 서적의 합법적인 출판을 허용할 것 및 합법적인 수련 환경을 보장할 것을 요구하여 관철시켰다. 이것이 바로 "4.25평화대청원"이다.
1999년 7월 20일, 장쩌민을 위주로 한 공산당 지도부는 파룬궁을 완전히 제거하려는 목표로 전국적 탄압을 실시하고 다각도 언론 캠페인을 펼쳤다. 중국 정부는 파룬궁을 언급한 웹사이트들을 차단하면서 1999년에 파룬궁을 사회 안전을 해치는 ‘이단’으로 낙인찍었다. 보도에 따르면, 중국 내에서 파룬궁 수련자들은 광범위한 인권 유린을 겪었다. 수십만 명이상이 불법 투옥된 것으로 추산되며, 중국 당국은 사상 개조라는 미명 아래 구금한 파룬궁 수련자들을 대상으로 노동력 착취, 정신 약물 투여, 고문 및 기타 강제 수단을 취했다. 2009년에 한 인권 단체에서 발표한 자료에 따르면, 최소 2천 명의 파룬궁 수련자들이 구금 중 학대로 사망했다. 하지만, 일부 학자들은 실제로 사상자 수는 더 많을 것이고, 수많은 수련자들이 중국 정부의 장기이식 산업의 희생양이 됐을 것으로 추정하고 있다. 중국 정부의 이러한 박해에도 파룬궁 수련자들은 중국 내에서 인권 운동을 더 활발히 이어가고 있다.
파룬궁 창시인 리훙쯔(李洪志) 대사는 1996년 이후로 미국에 거주하고 있으며 현재 파룬궁은 전 세계적인 연락망을 갖추고 있다. 중국 내부에서도, 공산당 정부의 박해를 견뎌가며 수 천만 명의 수련자들이 파룬궁 수련을 이어나가고 있다. 현재 전 세계 100여개 국가에서 파룬궁을 수련하는 것으로 알려져 있다.

## 역사
파룬궁은 중국 현지에서 ‘기공(氣功)’ 수련으로 가장 잘 알려져 있다. 기공은 현대적인 의미에서 명상, 호흡수련, 무술 등을 포함한 다양한 수행 방법을 가리킨다. 역사적으로 수도승, 도교 무술가, 유교 학자들이 정신적, 도덕적, 신체적 정진을 위해 기공과 유사한 형태의 심신수련법을 수행해왔다.
공산당 간부들이 국민건강 개선 수단을 찾던 중, 1950년대 초에 현대적 의미의 기공이 처음 등장하게 됐다. 하지만 마오쩌둥 시대 당시 ‘봉건 미신’으로 낙인찍히거나 종교로 간주돼 탄압 당하지 않기 위해 새로운 용어가 필요했다. 따라서 초기에 기공 수련을 받아들인 사람들은 종교적 색채에서 탈피해 기공을 중국 전통의학의 한 분파로 주로 언급했다. 1970년대 후반에는 중국 과학자들이 기공에 필요한 기(氣)의 존재를 공식적으로 밝혀냈다고 주장하기도 했다. 특히, 마오쩌둥 이후 정신적 공백을 느꼈던 도시 거주 수 천만 중국인 노년층이 기공 수련을 받아들이기 시작하고, 다양한 기공 전문가들이 체계적으로 기공 수련의 기틀을 잡아갔다. 이 시기에는 한 번에 2천 명이 넘는 수련생들이 동시에 기공을 배울 정도로 인기가 뜨거웠다. 이러한 인기에 힘입어, 해외로 기공 수련을 전파하고 기공 단체를 관리하기 위해 국영 ‘중국기공과학연구회’가 1985년에 설립됐다.
1992년 5월 13일, 리훙쯔(李洪志) 대사는 중국 북동부에 위치한 창춘(長春)에서 파룬궁을 공개 전수하기 위한 강연을 처음으로 개최했다. 파룬궁연구회에서 정리한 ‘중국 파룬궁창시인 리훙쯔선생 소전(小傳)’에 따르면, 그는 불가 독전대법(獨傳大法) 제10대 계승자인 전각법사(全覺法師), 진도자(眞道子)를 포함한 10여 명의 불교, 도교 대가들에게 수련을 받았다. 파룬궁은 그가 자신이 수학했던 것과 깨달음을 체계적으로 문서화한 결과다.
파룬궁은 기초단계의 수련서이고 수련의 기본서는 "전법륜(轉法輪)"이다. 1994년 국무원 산하 ‘중국 방송·텔레비전 출판사(中國廣播電視出版社)’에서 출판된 전법륜은 1996년 ‘베이징청년보(北京青年報)’ 선정 베이징 10대 베스트셀러, ‘베이징석간신문(北京晚報)’ 선정 1, 2월 베스트셀러에 올랐다. ‘전법륜2(轉法輪 卷二)’는 ‘베이징일보’ 선정 4월의 10대 베스트셀러로 선정됐다.
1992년 5월 13일 창춘(長春)시에서 제1기 학습반이 시작된 이래 1994년 12월 말까지 중국 전역에서 총 54기 학습반이 열렸고 총 6만여 명의 중국인들이 학습반에 참가하였다. 학습반은 대부분 총 10일간 진행하는 것이 원칙이었고 일부는 기간을 약간 줄여서 진행한 적도 있었다. 초기 6만여 명의 수련생으로 시작했으나 7년 후인 1999년에는 수련생 수가 1억 명을 넘어서게 되었다.
리훙쯔(李洪志) 대사는 파룬궁을 ‘100년 전통의 수련법’으로 제시하면서, 실제로 공산주의 정권 초기에 문화혁명으로 사라졌던 기공 수련의 종교적, 영적 요소의 부활을 꾀했다. 데이비드 파머에 따르면, 리훙쯔는 기존의 기공수련과 전혀 다른 지향점을 갖고 자신만의 수련 방법을 만들어냈다. 그의 수행 목적은 육체적 건강을 위한 것도, 초능력을 개발하는 것도 아니었다. 파룬궁의 목표는 마음을 정화해 영적 구원에 도달하는 것이었다.
다양한 정신적 주제와 형이상학적 주제를 포괄하는 법리 덕분에 다른 기공 학파들과 달랐던 파룬궁은 도덕과 선행을 강조하고 완벽한 우주론을 제시해냈다. 또한, 파룬궁은 불교 학파들과 목적이 일치했을 뿐만 아니라, 도교와 유교에서 사용하는 용어와 개념을 포용하기도 했다. 이러한 점 때문에 여러 학자들이 파룬궁을 혼합종교로 간주하기도 했다.

## 신념 및 사상

### 중심사상
파룬궁은 수련인에게 육체와 심성을 동시에 수련하도록 요구한다. 파룬궁의 세 가지 중심 사상은 진(眞, Zhēn)·선(善, Shàn)·인(忍, Rěn)이다. 이 세 가지 요소들은 파룬궁에서 우주의 근본 특성이자 옳고 그름을 결정하기 위한 기준이며, 도가의 도(道) 또는 불가의 법(法)의 발현으로 간주된다. 이러한 미덕들을 준수하고 개발하기 위한 노력이야말로 파룬궁 수련의 기본이다. 1995년에 출간된 기본 수련서 『전법륜(轉法輪)』에서 리훙쯔는 “인류의 도덕 표준이 어떻게 변화하든지 이 우주의 특성만은 변하지 않을 것이며, 그는 좋고 나쁜 사람을 가늠하는 유일한 표준이다. 그렇다면 수련하는 사람으로서는 곧 우주의 이 특성으로 자신에게 요구해야 하며”라고 언급했다.
파룬궁 수련에는 육체 연마와 심성(心性) 제고라는 두 가지 특징이 있다. 『전법륜(轉法輪)』에서 리훙쯔는 심성에는 덕, 인내, 깨달음, 버림(일반인이 갖고 있는 모든 욕망과 집착을 포기하는 것) 등이 포함된다고 설명했다. 정직, 선행, 인내를 행하는 삶을 살고 욕심, 이득, 욕망, 살인, 폭력, 절도, 강도, 사기, 시기심과 같은 부정적인 사고와 행동 및 갈망을 포기하면 덕성을 고양할 수 있게 된다는 것이다.
파룬궁 법리에 있는 중심 사상 중에는 덕(德, Dé)과 업(業, Yè, karma)이 있다. 선행을 실천하고 고통을 감내하는 것을 통해 덕을 쌓고, 잘못된 행동을 하게 되면 반대로 업이 축적된다. 생명은 업과 덕의 비율에 따라 내세에서의 행복과 고통이 결정되게 된다. 덕은 부와 명예, 영적 수행을 가능하게 만드는 반면, 업은 고통과 질병, 우주의 특성으로부터 고립을 야기하게 된다. 따라서, 부정적인 업을 제거하고 덕을 쌓으면 영적인 고양이 가능하다.
파룬궁 법리에 따르면 인간은 본질적으로 선하고 심지어 신성하다. 하지만 인간은 살아가면서 이기심이 확대되고 업보를 쌓기 때문에 고통과 유혹에 빠지게 된다. 다시 선으로 돌아가고 본질적인 자기 자신으로 돌아가기 위해 파룬궁 수련자들은 자기 자신을 ‘진(眞)·선(善)·인(忍)’과 일심동체가 되어야 하고, ‘집착과 욕망’으로부터 벗어나며, 업을 갚아 나가야 한다. 이 수행의 궁극적 목표는 원만(圓滿, 영적인 완벽함) 혹은 계몽과 환생(불교의 윤회)으로부터의 해탈이다.
전통 중국 문화는 리훙쯔의 법리에 집중됐다. 파룬궁은 인간이 육체와 정신이 우주와 연결됐다는 전통적인 중국사상을 대다수 반영했다. 따라서, 파룬궁은 동양 전통 사상이나 전통 의학을 강조하고, 현대 과학(특히 진화론)의 근본적인 한계를 비판한다. 하지만 전통 중국 과학과 현대 과학이 명백하게 다르긴 하지만 똑같이 중요한 존재론적 체계임은 인정하고 있다.

### 다섯 가지 공법(功法)

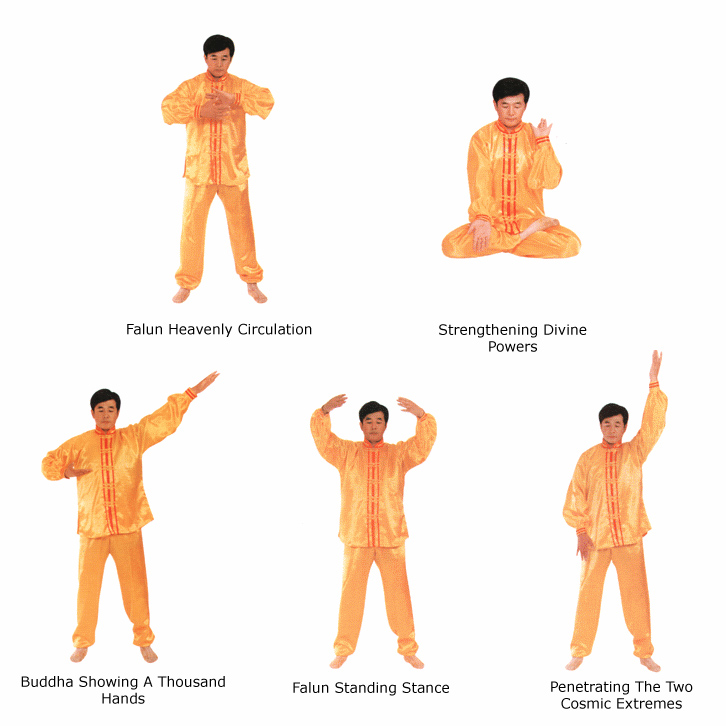
파룬궁의 다섯 가지 공법

도덕적 법리 외에도 파룬궁은 서서 할 수 있는 네 가지 공법과 앉아서 하는 한 가지 가부좌 공법으로 구성되어 있다. 이 다섯 가지 공법은 파룬궁 수련의 기본 요소이긴 하지만 도덕성 제고에 비하면 부차적인 것으로 간주된다.
첫 번째, 불전천수법(佛殿千手法)은 신체를 소통하고 펼쳐서 백맥(百脈)을 다 통하게 하는 것이다. 두 번째, 파룬장법(法輪樁法)은 네 가지 포륜(抱輪: ‘파룬’을 품는) 동작으로 구성되며 전신이 전부 관통하여 공력이 증가한다. 세 번째, 관통양극법(貫通兩極法)은 신체 내부의 병기(病氣), 흑기(黑氣)를 체외로 배출하고, 다시 대량으로 우주의 기를 받아들여서 신체를 정화(淨化)하는 것이다. 네 번째, 파룬주천법(法輪周天法)은 인체의 에너지를 폭넓게 유동시키는 것으로서, 어느 한 갈래 혹은 몇 갈래 맥으로 가는 것이 아니라, 인체의 음면(陰面) 전체에서 양면(陽面)으로 끊임없이 왕복 순환하게 하기에 일반적인 통맥법이나 또는 대·소주천을 훨씬 넘어선다. 다섯 번째 공법은 다른 공법과 달리 앉아서 가부좌 자세를 취한다. 다섯 번째 공법인 신통가지법(神通加持法)은 ‘부처’의 수인(手印)으로 ‘파룬’을 돌려 신통과 공력을 가지(加持)하는, 여러 가지를 함께 수련하는 공법이다. 가부좌를 튼 시간은 길면 길수록 좋지만, 공력 기초에 근거하여 정할 수 있다.
파룬궁 연공은 개인적, 또는 집단적으로 할 수 있으며 수련자마다 능력과 필요에 따라 수련 시간을 조절해 할 수 있다. 노아 포터에 따르면, 파룬궁 수련자들은 파룬궁 수련서를 자주 읽고 매일 정기적으로 연공을 하도록 권장 받는다. 파룬궁 연공은 주로 전 세계 70개국의 공원, 대학 캠퍼스 또는 다른 공공장소에서 단체로 실시되며, 자원봉사자들이 무료로 교습한다. 다섯 가지 공법 외에도, 2001년에 중국 정부로부터 박해 받는 고통을 줄이고자 ‘발정념(發正念)’이라는 또 다른 명상 활동을 도입했다.
파룬따파 수련자 6명의 게놈 유전자 프로파일링을 포함한 선행 연구에 따르면, 일반 통제군과 비교했을 때, 파룬궁 수련자들의 게놈 유전자는 변화돼 면역력 강화, 세포 신진대사 하향조절, 염증을 신속히 해결하도록 세포소멸 유전자 변형 등 특징이 나타났다.
파룬궁 수련을 통해 말기암 환자의 생명이 연장되고 증상이 개변 또는 치유됐다는 논문이 미국임상종양학회(ASCO) 비준을 받고 발표됐다. 논문 제1저자는 스위스 제약회사 노바티스에 재직 중인 둥위훙(董宇紅) 박사로 미국에서 암환자에게 발행되는 최대 잡지사 큐어(Cure)의 특별 인터뷰를 받고 암치료 전문영역에 이 논문을 소개했다.
파룬궁은 여러 불교와 도교 명상 체계를 통해 텔레파시와 투시 등 다양한 초자연적 능력(신통력)을 개발시키려 노력했다. 또한, 초자연적 능력은 기공 운동을 통해 수련할 수 있으며, 이러한 능력의 존재는 1980년대에 중국 주류 과학계에서 인정받기도 했다. 파룬궁 법리에 따르면, 수련자들은 도덕성 제고, 명상, 연공을 통해 초자연적 능력을 습득할 수 있다. 여기에는 예언, 투청(透廳), 텔레파시, [제3의 눈 또는 천안(天眼, 天目)을 통한] 투시가 포함되며 이 외에도 다양한 것들이 많다. 하지만, 파룬궁은 이러한 능력은 도덕적 수련을 통해서만 습득할 수 있으며 이것을 위해서만 수련하거나 가볍게 사용해선 안 된다고 강조했다. 데이비드 원비에 따르면, 파룬궁은 자신의 능력을 과시하고 자만하려는 것은 위험한 집착이라고 가르치며 리훙쯔는 자신의 제자들에게 이러한 것들로부터 현혹되지 말라고 경고했다.

### 사회적 활동
파룬궁은 세속적인 세계에 참여하는 것을 매우 중시했다는 점에서 기존 불교 수련과 다르다. 파룬궁 수련자는 정기적으로 일하면서 가족들과 함께 살아야 하며, 자신들이 사는 지역 정부의 법을 준수하고, 사회로부터 멀어지지 않도록 가르침을 받는다. 파룬궁을 수련하는 동안에 금욕 생활을 지속해도 된다고 허용된 불교 승려는 예외이다.
파룬궁의 법리는 수련자들에게 윤리적 행동을 강조하면서 엄격한 개별 도덕성을 요구한다. 거짓말을 하지 않고, 선행을 베풀며, 문제에 직면했을 때 인내해야 한다. 예를 들어, 파룬궁 수련자는 공격을 받아도 되받아 치거나, 모욕을 당해도 욕설을 해선 안 된다고 리훙쯔는 명시했다. 또한, 파룬궁 수련자들은 욕망, 사기, 질투 등 부정적인 사고와 행동을 포기해야 한다. 파룬궁 법리는 신체와 정신 건강에 해가 될 수 있는 중독성 물질을 받아들이기 않기 때문에 금연과 금주 같은 사항도 포함되어 있다. 채식을 강요하지는 않지만, 음식을 얻기 위해 파룬궁 수련자들은 살아있는 생물도 죽여선 안 되는 등, 살생은 엄격히 금지되어 있다.
이 외에도, 파룬궁 수련자들은 여러 세속적인 집착과 욕망을 버려야만 한다. 수련을 통해 파룬궁 수련자들은 인기, 금전적 이득, 성욕, 기타 집착을 포기하려 노력한다. 리훙쯔는 법리를 통해 반복적으로 물질적 욕망의 부질없음을 가르친다. 파룬궁 수련자들에게 재화를 버리거나 사표를 던지도록 권하진 않지만, 집착하는 것에서 정신적으로 벗어나도록 가르친다. 이와 비슷하게, 성욕과 탐욕은 포기해야 하는 집착으로 간주하지만, 파룬궁 수련자들은 일반적으로 결혼하고 가정을 가져도 된다. 다만, 일부일처제와 이성애를 제외한 나머지 성적 관계는 부도덕한 것으로 간주한다. 동성애자들이 파룬궁을 수련할 순 있지만, 동성애 그 자체는 업(業)을 만들어내므로 파룬궁의 목표와 양립할 수 없다.
파룬궁의 우주관에서는 다양한 인종들이 각각의 천국으로 가는 길을 지니고 있으며, 인종들이 섞이면서 이러한 연결점 중 일부를 잃게 될 수도 있다고 지적한다. 그럼에도 리훙쯔는 인종이 섞이게 된다고 해서 사람의 영혼(파룬궁에서 말하는 원신, 元神)이나 파룬궁 수련 능력에는 문제가 발생하지는 않는다고 한다. 따라서, 파룬궁은 인종 간 결혼에 대해 공식적으로 어떠한 입장도 취하지 않고 있으며, 여러 파룬궁 수련자들이 국제 결혼해 아이를 출산하기도 한다.
파룬궁 법리에 따르면, 파룬궁은 종교적 혹은 사회적 현상에 참여하는 것을 반대한다. 정치에 대한 과한 관심은 세속적인 권력과 영향력에 집착하는 것이므로, 파룬궁은 이러한 관심으로부터 초월하기를 강조한다. 후 핑에 따르면, 파룬궁은 개인 수련에만 관여하며, 국가적 또는 사회적 문제에 개입하지 않는다. 즉, 파룬궁은 사회 변화를 위한 어떠한 사회 모델도 암시 또는 시사하지 않는다. 대다수 종교들은 어느 정도 사회적 개혁을 추구하지만 파룬궁에선 그러한 경향이 전혀 보이지 않는다.

### 수련서
파룬궁의 첫 번째 수련 서적은 1993년 4월에 출간됐다. 『중국파룬궁』(이후 『파룬궁』으로 수정)이라고 불리는 첫 번째 수련서는 기공, 파룬궁과 불교의 관계, 심성, 업력 등 수련 원리를 다루는 입문서다. 이 책은 연공과 심성 수련에 대한 사진과 설명이 포함됐다.

파룬궁의 주요 수련서는 1995년에 중국에서 출간된 『전법륜』(轉法輪, 좐파룬, Zhuan Falun)이다. 이 책은 9개 강의로 구성되어 있으며, 발간 3년 전부터 리훙쯔가 중국 전역에서 설법했던 이야기들을 요약 편집했다. 파룬궁 서적들은 그 이후로 40개 언어로 추가 번역됐으며, 『전법륜』 이외에도 리훙쯔는 추가적으로 파룬궁 웹사이트에서 여러 서적, 경문, 시집을 발표했다.

파룬도형

파룬궁 서적을 살펴보면, 과거 번역되지 않은 중국의 종교 및 철학 용어가 다수 포함됐으며, 중국의 민간 문학이나 개념들 속 인물과 사건에 대한 암시가 자주 등장한다. 게다가 번역서들은 리훙쯔의 글을 강연 회화체 그대로 모방해, 파룬궁 서적들은 서양인들이 이해하기 쉽지 않은 것이 사실이다. 하지만 같은 문화권인 한국, 일본, 대만 등 동양인들은 비교적 쉽게 이해할 수 있다.

### 상징
파룬궁의 주요 상징은 파룬(法輪, 법륜, 산스크리트어로 Dharmachakra)이다. 불교에서 파룬은 교리의 완성을 의미한다. ‘법륜을 돌린다는 것[轉法輪]’은 불교의 교리를 설파하는 것을 의미하며, 파룬궁의 주요 수련서인 『전법륜』의 제목이기도 하다. 불교적 상징과 언어에 호소하긴 하지만 파룬궁의 수련서인 『전법륜』은 독특하고 함축적인 표현을 포함해 우주를 묘사하고 있다. 파룬은 불가를 상징하는 한 개의 큰 만(卍)자 도형과 작은 네 개의 만자 도형, 그리고 전통 도가의 태극(太極) 문양(음양) 4개로 표현됐다.

## 분류
파룬궁은 건강 개선이나 자기 혁신을 이루기 위해 신체적 운동을 하려는 사람에서부터, 도덕적 철학과 새로운 지식 체계를 습득하려는 사람 등 다양한 사람들에게 다양한 가르침을 제시하는 다면적 학문이다. 학자와 기자들은 파룬궁을 설명하기 위해 다양한 용어와 분류를 채택했다.
중국의 문화적 배경상, 파룬궁은 일반적으로 기공 또는 수련법으로 묘사되고 있다. 수련(修煉)이란 신체적, 정신적 훈련을 통해 개인이 영적 완벽성을 추구하기 위한 과정을 가리키는 중국어다. 다양한 수련법이 불교, 도교, 유교를 걸쳐 중국 역사 내내 등장하고 있다. 호주 국립대학교에서 중국사를 담당하는 벤자민 페니 교수는 자신의 저서에서 파룬궁은 수련 시스템이라고 설명했다. 수련 시스템은 최소 2500년 동안 중국인 삶의 일부였다. 기공 또한 넓은 의미에서 수련의 일부로서 해석할 수 있다.
서양에서 파룬궁은 이론적, 도덕적 교리뿐만 아니라 영적 수련과 자기 혁신 및 광범위한 성전에 기반을 둔 종교로 분류되고 있다. 인권 단체들 또한 파룬궁 박해를 종교의 자유를 침해하는 행위로 지적하고 있으며, 2001년엔 파룬궁은 프리덤하우스로부터 국제 종교 자유상을 수상하기도 했다. 하지만 파룬궁 수련자들은 이러한 분류를 종종 거부하기도 하면서, 상대적으로 현대 중국의 ‘종교’에 대한 좁은 정의를 반영할 뿐이라고 지적한다. 데이비드 원비에 따르면, 1912년 이후 중국 내에서 종교란 ‘사원, 성직자, 교리서’를 체계적으로 발전시킨 세계사적 신앙, 즉 불교, 도교, 이슬람교, 기독교, 가톨릭교를 의미한다. 하지만, 파룬궁은 앞서 말한 세 가지 요소들이 결여됐으며 사원도, 예배도, 성직자도, 공식 계급도 존재하지 않는다. 게다가 파룬궁은 스스로도 종교라고 묘사하지 않았기에 설립 초기부터 공산당의 박해를 받지 않았다. 이러한 역사적, 문화적 배경에도 불구하고, 파룬궁은 자주 중국의 종교로 불리고 있다.
언론이나 논문에서 언급되긴 하지만, 파룬궁은 ‘분파’로 분류되는 것을 거부하고 있다. 분파란 일반적으로 주류 교회 또는 기존 신앙 체계로부터 뻗어 나온 종파이자 분점을 가리킨다. 파룬궁이 불교와 도교의 사상과 용어를 차용하긴 하지만, 도교 또는 불교와 직접적으로 관련되거나 기원을 두고 있진 않다. 사회학자들은 분파란 명확하게 구분되는 경계선 내에 존재하는 배타적 집단으로, 입회를 위한 엄격한 기준과 강력한 충성심이 필요한 것이라고 제시했다. 하지만 노아 포터에 따르면, 파룬궁은 이러한 특성이 전혀 없다. 명확하게 구분되는 경계선을 보유하지 않았으며, 남녀노소 상관없이 파룬궁에 참여할 수 있다. 쉐리스 숸칭 찬도 파룬궁은 분류적으로 봤을 때 분파가 아니라고 서술했다. 파룬궁 수련자들은 세속 사회와 인연을 끊지도 않으며 다른 신앙과 조직을 포용하며 느슨하게 변화하는 교인 체계로 구성되어 있었고, 집단적 예배보다는 개인적 예배와 더 연관되어 있다.

## 조직

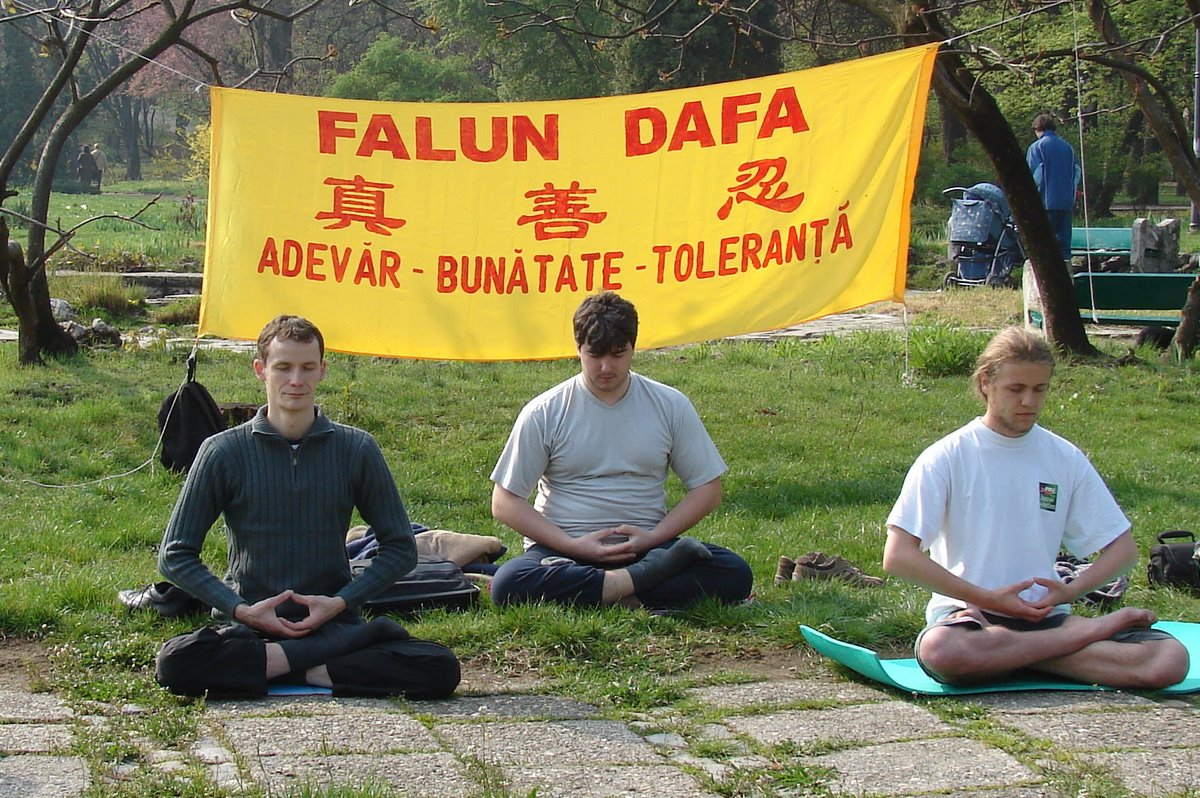
파룬궁을 수련하는 서양인들

파룬궁은 실체적이거나 공식적인 조직을 보유하지 않는다는 점, 무형식을 중시하고 있다. 파룬궁 수련자들은 헌금을 모금하지도, 치유를 행하지도, 타인에게 법리를 해석하거나 가르치지도 않는다. 파룬궁에는 예배를 위한 물리적 공간이나 사원도, 교인 체계도, 수행을 위한 지도자도 없다. 입회를 위한 첫 예배나 교인 체계도 없기 때문에, 파룬궁 수련자들은 스스로 선택해 입회하고 자신이 원하는 만큼 수련할 수 있다. 수련자들도 얼마든지 자유롭게 수련에 참여하고 자신이 원하는 만큼 법리를 따를 수도, 따르지 않을 수도 있으며, 파룬궁 수련자들은 자신이 믿는 것과 믿는 방식을 타인에게 가르치지 않는다.
파룬궁의 권위는 창시자인 리훙쯔의 법리 속에만 있다. 하지만, 조직적으로 봤을 때 파룬궁은 탈중심화 됐으며, 지역 연락책들은 특별한 특권, 권위, 직함조차 없다. 자발적으로 수련을 가르치는 수련자 혹은 연락책들은 파룬궁 수련 기간과 상관없이 다른 수련자들에게 권위를 행사할 수 없다. 수련 중 리훙쯔의 권위는 절대적이지만 파룬궁 조직은 전제주의적 통제에 반대하고 있으며, 리훙쯔 역시 수련자 개인의 삶에는 개입하지 않는다. 파룬궁 수련자들도 리훙쯔의 법리를 연구하는 일을 제외하곤 리훙쯔와 연락하지 않는다. 파룬궁에는 정통과 비정통을 구분할 수 있는 계급은 존재하지 않고, 교조적 원칙도 중요하지 않다. 종교학 교수인 크레이크 버그도프에 따르면, 파룬궁에 있어서 중요하고 유일한 것은 엄격한 도덕적 잣대다.
파룬궁은 전 세계적인 연락 네트워크와 거대한 온라인 커뮤니티를 구축해냈다. 특히, 이메일과 웹사이트를 통한 전자 의사소통은 리훙쯔의 설법을 전하고 협력 체계를 구축하기 위한 주요 수단이다.
중국 본토 이외에서, 자발적 연락망인 지역 파룬따파학회와 대학 동아리들은 약 80여개 국에 존재하고 있다. 리훙쯔의 법리는 주로 인터넷을 통해 전해지고 있다. 중소 도시에서부터 대형 도시까지, 파룬궁 수련자들은 정기적으로 연마하고 리훙쯔의 수련서를 읽는 그룹 스터디를 체계적으로 조직하고 있다. 연공장은 주로 아침에 1~2시간 동안 공원에 모이는 파룬궁 수련자들의 비공식 집합 장소를 가리킨다. 일반적으로, 파룬궁 그룹 스터디는 대학교, 고등학교 또는 제3의 공간에서 오후에 일반적으로 열리며, 데이비드 원비에 따르면 파룬궁이 제공할 수 있는 정기적 ‘집단 경험’에 가장 근접한 것이다. 너무 바쁘거나 홀로 있어서, 또는 혼자 수련하는 것을 선호하는 사람들은 개인적으로 수련하는 것을 선택하기도 한다. (대형 컨퍼런스 룸 대여 등) 필요한 비용이 있을 경우 비용은 스스로 내거나 지역 단체에서 자금 여유가 풍부한 수련자들이 낸다.

### 중국 내 조직

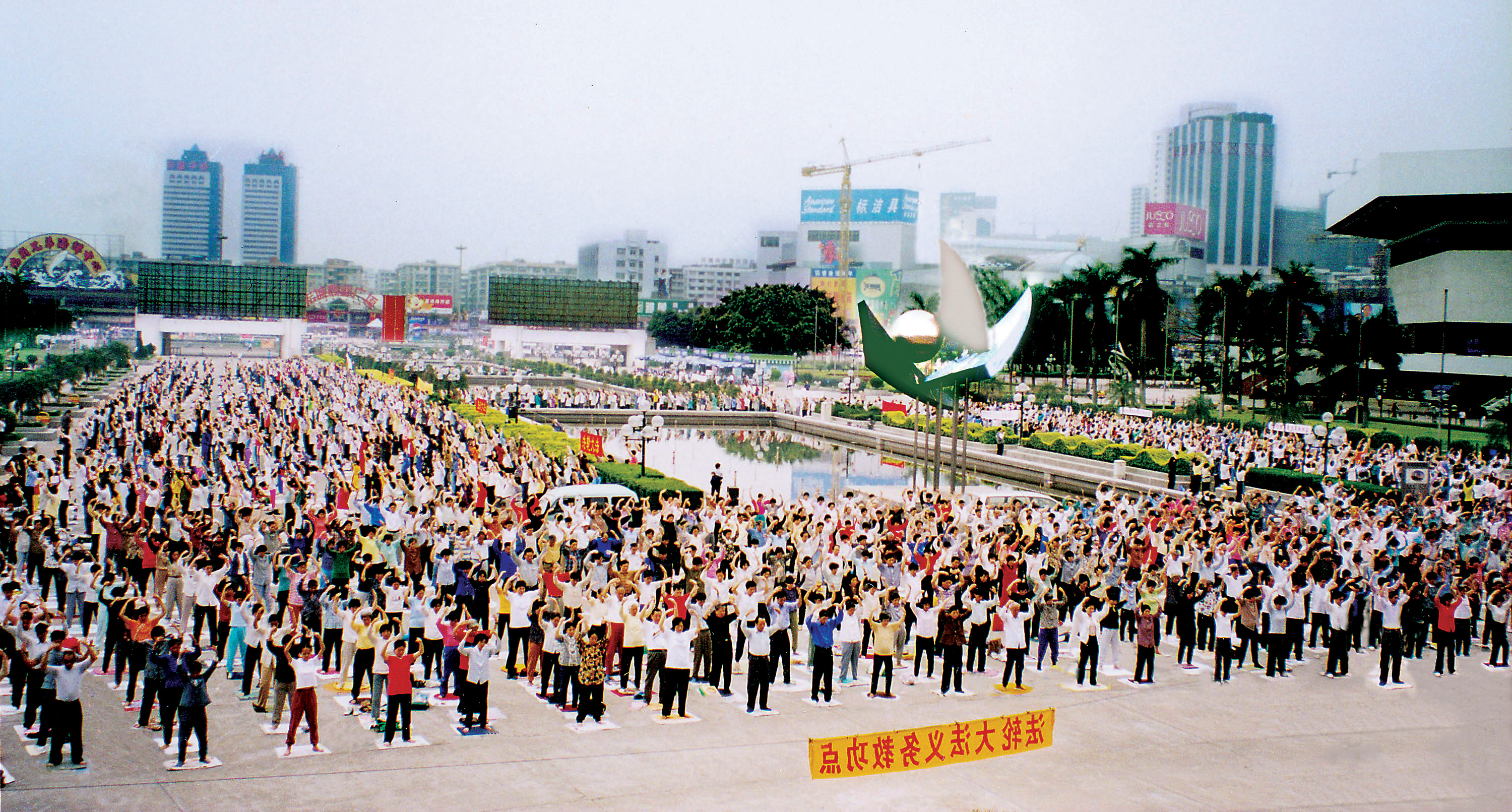
광저우에서 열린 파룬궁 아침 단체연공 사진

1993년에, 베이징 기반의 파룬따파 연구회는 국영 중국기공과학연구회의 한 분파로 인정받았다. 중국 내 다양한 기공 학파를 감시하고 후원활동을 펼쳤던 기공과학연구회의 필수조건에 따라 구조를 갖췄고 심지어 중국 정부의 구조를 반영하고 있었다. 파룬궁 지도자들은 스스로 뽑힌 자원봉사자로써 파룬궁 수련법을 가르치고 행사를 조직하며, 리훙쯔의 새 설법을 전파하는 역할을 맡았다. 파룬따파 연구회는 전국적으로 파룬궁을 수련하고 싶은 수련자들을 위해 연공 교육, 번역 및 기타 서비스를 제공했다.
파룬궁은 1996년에 파룬궁의 순수성과 맞지 않는다며 중국기공과학연구회에서 탈퇴하면서 당국의 조사를 받기 시작했다. 그 결과 파룬궁은 탈중심적이고 느슨한 조직 구성을 확산시키기 시작했다. 1997년에, 파룬따파 연구회는 공식적으로 해체됐다. 하지만, 파룬궁 수련자들은 전자 의사소통 수단과 대인 연락망 및 지역 연공장을 통해 지역 단위로 스스로 뭉쳤다. 파룬궁 관계자와 중국 정부 관계자 양측에 따르면, 중국 전역에 1999년 기준으로 ‘보도참(輔導站)’ 약 1900개와 ‘연공점(煉功點, 연공장)’ 28,263개가 있었다. 물론, 수련자들은 각 조직 간에 수직적 질서가 존재하지 않는다고 밝혔다. 1999년에 파룬궁 박해가 시작되자 파룬궁은 지하 조직화되기 시작했다. 중국 본토에서 조직 구조는 점차 성장했지만 더 비공식화되어갔다. 따라서 수련자들을 모으기 위한 수단으로 인터넷이 부각되기 시작했다.
1999년 파룬궁 박해 이후, 중국 당국은 파룬궁을 자금이 투여된 계급 조직으로 묘사하려 시도했다. 제임스 통에 따르면, 중국 당국은 파룬궁 박해를 정당화하기 위해 파룬궁을 조직화된 단체로 만들려고 했다. 파룬궁이 조직적으로 보일수록 사회질서 유지라는 미명 하에 중국공산당의 탄압을 더 정당화할 수 있기 때문이다. 하지만 중국공산당의 주장은 내적으로도, 외적으로 입증할 수 있는 근거가 없었으며, 구금과 조사에서도 공산당 정부는 파룬궁의 반박을 법적 근거를 통해 기각할 수 없었다.

## 수련 인구
1999년 7월 전, 중국 정부에 따르면 중국 전역에 7천만 명의 파룬궁 수련자들이 존재했었으며, 이는 공산당원과 비등한 수치였다. 1999년 7월 22일에 파룬궁 박해가 시작된 후, 중국 공산당의 다수 관계자들이 파룬궁 수련자의 숫자가 2~300만으로 추산된다고 밝혔지만, 일부 언론에선 약 4천만으로 추정하기도 했다. 비슷한 시기에, 여러 파룬궁 관계자들은 중국 내 수련자들의 숫자를 약 7000~8000만 명으로 보고 있었다. 탄압 이후 중국 본토에서 활동하는 파룬궁 수련자들의 숫자는 현재 정확히 확인하긴 힘들다.
1998년 중국 본토에서 시행된 인구 조사에 따르면, 파룬궁 수련자들은 대개 여성이나 노인이었다. 34,351명의 파룬궁 수련자들을 대상으로 조사한 결과, 27%가 남성이었고, 73%가 여성이었다. 또한, 파룬궁 수련자 전체 인구 중 38%만 50세 미만이었다. 하지만, 대학생에서부터 정부 관료, 지식인, 공산당 간부까지 파룬궁은 다양한 인구집단을 포괄했다. 1990년대에 중국 본토 조사에 따르면, 파룬궁 수련자 중 23~40%는 전체 인구집단보다 수십 배 높은 수준의 학력(대학 학사학위 또는 석사학위)를 보유하고 있었다.
그밖에 파룬궁은 중국 밖에서도 수만, 수십만 명이 넘는 수련자들을 보유하고 있다. 가장 큰 파룬궁 해외 커뮤니티는 대만 및 뉴욕 및 토론토 같은 북미 지역으로, 중국인 인구가 많은 곳들이다. 비드 파머와 데이비드 원비가 실시한 인구 조사에 따르면 해외 수련자 중 약 90%가 중국인이었으며 평균 나이는 약 40세였다. 조사 응답자 중 여성과 남성의 비율은 56%대 44%였다. 또한 80%가 기혼이었으며, 박사학위자가 9%, 석사학위자가 34%, 학사학위자가 24%인 것으로 조사결과 밝혀졌다.
파룬궁의 인기 요인으로는 이론, 심성 수련, 건강 효과가 꼽히고 있다. 비중국계 파룬궁 수련자들은 파룬궁을 수련하기도 전에 다양한 기공, 요가, 종교적 수련을 시도해 영적 구원을 얻고자 했다. 리차드 매드슨에 따르면, 파룬궁을 수련하는 미국 명문대 중국계 연구자들(박사 학위)에 따르면, 현대 물리학(예: 끈 이론)과 생물학(예: 송과선의 역할)이 파룬궁에 대한 신념에 과학적 기반을 제공했다. 그들의 관점에 따르면 파룬따파는 종교라기보다는 지식이며, 신앙이라기보다는 새로운 과학적 형식이다.

## 중국 내 역사

### 1992년~1996년
리훙쯔는 1992년 5월 13일에 파룬궁을 지린성 창춘(長春)에서 대중에게 처음 공개했다. 수개 월이 지난 1992년 11월, 파룬궁은 국영 기공과학연구협회에 한 분파로 처음 등록하게 됐다. 이 때, 리훙쯔는 기공 대사(大師: 전문가)로 분류되어 자신의 수련 방법을 전국적으로 가르칠 수 있도록 허가 받았다. 그 시기에 대다수 기공 전문가들처럼, 리훙쯔는 1992년과 1994년 사이에 자신의 수련법을 설파하기 위해 중국 내 대도시를 돌아다니게 됐고, 이 덕분에 중국 정부로부터 여러 차례 상을 수여 받기도 했다. 데이비드 원비에 따르면, 리훙쯔는 기공계의 ‘떠오르는 샛별’이었으며, 공산당 정부 역시 건강 보험료 감소를 위한 효과적인 수단으로 파룬궁을 받아들이기도 했다. 1992년 12월, 리훙쯔와 여러 파룬궁 수련자들은 베이징에서 개최된 아시아 건강엑스포에 참여했다. 그 때, 리훙쯔는 행사에 참석한 어떤 기공 단체보다 많은 찬사를 받았으며 매우 우수한 치유 결과를 발표했다. 엑스포 관계자들에 따르면, 이 행사 덕분에 리훙쯔의 인기는 더욱 높아졌으며 파룬궁의 치료 효과에 대한 언론 보도가 확산됐다. 1993년에 중국 공안부는 리훙쯔가 사회 질서와 안보를 보호하고 정직한 사회를 만들었을 뿐만 아니라 전통적으로 범죄를 싫어하는 중국인의 성향을 부활하게 만들었다며 크게 칭찬했다.
파룬궁은 적은 비용, 건강 효과, 도덕성 강조 등에 있어서 다른 기공 단체들과 확연히 달랐다. 덕분에 입 소문을 통해 빠르게 퍼져나갔으며, 중국 공산당원을 포함한 여러 계층 사람들이 수련자가 됐다.
1992년에서부터 1994년까지, 리훙쯔는 중국 내에서 강연을 열었을 때 입장료를 받았다. 물론, 그의 강연 비용은 다른 기공 단체들 보다 압도적으로 낮았다. 따라서 강연을 주최한 지역 기공협회들만 막대한 수익을 얻게 됐다. 리훙쯔는 자신의 수익을 출장비와 부대 항목 비용으로만 사용했으며 종종 자선단체에 기부하기도 했다. 1994년에, 리훙쯔는 공식적으로 비용을 받지 않았으며 파룬궁은 (온라인을 포함) 무조건 무료로 운영돼야 하고, 비용을 지불하지 않고도 파룬궁을 배울 수 있어야 한다고 주장했다. 비록 일부 중국 정부측 사람들이 리훙쯔가 파룬궁 출판물을 팔아 막대한 소득을 얻었다고 주장하기도 하지만, 이와 반대로 파룬궁 출판물들이 대체로 불법 복제돼서 유통됐다는 점을 지적하는 사람도 있다.
『파룬궁』과 『전법륜』과 같은 수련 서적들을 출간하면서 리훙쯔는 자신의 사상을 보다 대중들이 쉽게 받아들일 수 있게 만들었다. 주요 수련서 『전법륜』은 1995년 1월 공안부 강당에서 발표회를 통해 공개된 직후 중국 베스트셀러가 됐다.
1995년, 중국 당국은 파룬궁의 조직구조를 탄탄하게 만들어 공산당 정부와의 유대를 높여나가기 위해 노력했다. 리훙쯔 역시 초기에는 파룬궁 협회 설립을 위해 기공과학연구협회, 위생부, 국가체육총국 대표 등과 접촉하기도 했지만 결국 기관들의 제안을 거절했다. 그 결과, 같은 해 기공과학연구협회는 모든 기공 분파들 내에 공산당 지부를 설치해야 한다는 새로운 규정을 발표했고 리훙쯔는 이 역시 거부했다.
리훙쯔와 기공과학연구협회 사이의 갈등은 1996년에 정점으로 치달았다. 파룬궁의 인기는 늘어갔지만, 반대로 영향력이 축소된 기타 기공 전문가들은 리훙쯔에 대한 비난을 이어나갔다. 대니 셰터의 주장에 따르면, 리훙쯔와 다른 기공 전문가들이 소속된 기공 협회는 리훙쯔에게 수업료를 올리라고 요구했지만, 리훙쯔는 무료로 파룬궁을 전파해야 한다고 강조했다.
1996년 3월, 늘어나는 갈등을 해소하기 위해 파룬궁은 기공과학연구협회를 탈퇴해 정부의 허가를 받지 않고 운영하게 됐다. 결국, 리훙쯔와 파룬궁은 정부가 제공하는 혜택을 받지 못했다. 즉, 기공 단체와 전문가들이 중국 정부로부터 제공받은 장소와 각종 보호 혜택 및 금전적 기부를 받지 못했다.

### 1996년~1999년
파룬궁이 기공과학연구협회에서 탈퇴하자 공산당 정부의 기공 단체에 대한 태도가 돌변하기 시작했다. 기공과학연구협회에서 탈퇴하는 기공 수련단체의 숫자가 늘어나자 정부 당국은 무려 수천만 명의 추종자를 보유한 기공 수련단체의 규모와 영향력에 놀라 통제를 실시했다. 1990년대 중반에 이르자, 국영 언론사들이 기공에 반대하는 기사를 게재하기 시작했다.
파룬궁은 처음엔 비판으로부터 보호를 받았지만, 기공과학연구협회를 탈퇴한 1996년 3월 이후 비판에 노출되고 말았다. 1996년 6월 17일, 주류 관영신문인 ‘광명일보’는 파룬궁과 주요 수련서인 『전법륜』이 미신을 옹호했다며 비판 기사를 게시했다. 해당 기사를 쓴 기자는 인류의 역사는 미신과 과학 사이의 싸움이므로, 혹세무민하는 사이비서적을 출판하지 말아야 한다고 주장했다. 이 기사 이후, 전국적으로 최소 20개 이상 언론사들이 비슷한 논조의 기사를 발표했다. 그리고 7월 24일에 중국신문출판총서는 파룬궁 수련서 전권의 출간을 금지했다.(물론, 금지 조치는 일괄적으로 집행되지 않았다.) 중국 국영 불교협회 역시 파룬궁을 비판했으며 불교인들에게 파룬궁 수행을 하지 말도록 촉구했다.
이 사건은 파룬궁수련자들이 가볍게 넘길 수 있는 수준이 아니었고 파룬궁에 닥친 큰 시련이었다. 수많은 파룬궁 수련자들이 광명일보와 기공과학연구협회에 반박서명을 제출해, 광명일보와 기공과학연구협회가 후야오방 전 총서기가 1982년에 공표한 ‘삼불(三不) 정책을 위반했다고 주장했다.[삼불 정책: 기공에 대해 선전하거나 보도하거나 평론하지 않는다는 조항] 또한, 파룬궁 수련생들은 언론 또는 지역 정부 단체 앞에서 평화 시위를 실시해 부당한 언론 보도 철회를 요구했다. 리훙쯔는 언론의 지탄에 대한 파룬궁 수련생들의 대처는 진심이 담겨있으며 거짓과 진실을 구분하는 행위라고 지지를 표했고, 공개적으로 파룬궁을 옹호하는 것은 올곧은 행위이므로 파룬궁 수련의 중요 측면에 부합한다고 밝혔다.
파룬궁에 반대하는 주장은 주로 관영 언론 및 관련된 대형 기공단체들에게서 나왔다. 파룬궁이 언론의 유일한 비판 대상도 아니었고 다른 기공 단체들도 언론에 항의하지 않은 것도 아니었지만, 파룬궁에 대한 언론의 대처가 가장 강력했고 체계적이었다. 부정적인 언론에 대한 파룬궁 수련자들의 시위 중 대다수는 성공적이었고, 파룬궁에 대한 비판적 기사를 게재한 여러 신문사들이 기사 철회를 승인하기도 했다.
1998년 6월, 노골적으로 기공단체를 비판하고 마르크스주의를 강하게 옹호했던 중국과학원 원사 허쭤슈(何祚庥)는 베이징TV ‘베이징터콰이(北京特快)’에 출현해 공개적으로 기공 단체, 그 중에서도 파룬궁을 오도했다. 파룬궁 수련자들은 평화 시위를 하고 보도 취소를 위한 활동을 벌였다. 결국, 파룬궁 반대 보도를 한 기자들이 해고됐으며 파룬궁에 우호적인 TV 방송이 며칠 후에 전파를 타기도 했다.
1997년, 뤄간(羅幹, 허쭤슈의 동서)이 이끌던 중국 공안부는 파룬궁이 사교(邪敎, 사이비교)로 간주돼야 하는지 여부를 조사했으며, 최종 보고서에 따르면 혐의가 없는 것으로 판정됐다. 하지만 다음 해인 1998년 7월 21일, 중국 공안부는 문서 555(파룬궁 조사 고지)를 발행했고, 이 문서에 따르면 파룬궁이 사교라는 결론을 미리 정해놓고 이 목표에 도달하기 위해 추가 증거를 확보해야 했다. 파룬궁 수련자들은 핸드폰 도청과 가택 침입을 당했다고 주장했고, 공안들이 파룬궁 연공장을 엉망으로 만들었다고 밝혔다.
이 시기에 기공과 파룬궁에 대한 비판이 들끓었지만 파룬궁은 꾸준히 친정부주의적 활동을 폈다. 1998년, 최근 전국인민대표대회(전인대) 상무위원장에서 은퇴한 차오스(喬石) 역시 파룬궁에 대한 조사를 실시했다. 수 개월 간 조사를 진행한 차오스는 “파룬궁이 중국과 중국 시민에게 수많은 이익을 제공해주며 단 한 가지 악영향도 없다”는 결론을 내렸다. 같은 해 5월, 중국 국가체육총국도 파룬궁 조사단을 설치했다. 국가체육총국이 광둥성에 거주한 약 1만 2천명의 파룬궁 수련생들을 대상으로 진행한 인터뷰에 따르면, 파룬궁은 수련 효과가 매우 뛰어나고, 사회 안정과 윤리에 기여하고 있다는 증언이 많았다.
파룬궁 창시자인 리훙쯔는 정부의 탄압이 점차 심해지자 출국하는 기간이 늘어났으며, 결국 1995년 3월 프랑스와 일부 국가에서 첫 파룬궁 전파 활동을 위해 중국을 출국했고, 1998년에는 미국 시민권을 획득했다.
국가체육총국 자료에 따르면, 1995년에 중국 본토에 총 7천만 명의 파룬궁 수련자들이 있었다. 중국 국가체육총국 소속의 익명 관계자는 U.S. 뉴스 & 월드 리포트와의 인터뷰에서 “파룬궁 수련법과 다른 기공 수련을 1억 명의 중국인들이 한다면 건강보험료가 획기적으로 감소돼 주룽지 총리가 탄복할 정도였을 것”이라고 밝혔다.

### 톈진사건과중난하이청원
1990년대 후반에 중국공산당은 파룬궁 지지자 수가 늘어나자 불편한 속내를 내비쳤다. 당국에 파룬궁 수련자들이 제출한 차별 및 감시 보고서가 점점 더 늘어났으며, 파룬궁 수련자들이 정기적으로 언론 기관과 접촉해 부당함을 폭로하기 위해 연좌 농성을 실시하기도 했다. 국가체육총국과 차오스 뿐만 아니라 중국 공안부가 실시한 조사 결과 및 파룬궁의 성장세를 두고 중국 엘리트 층에서도 찬반 논란이 들끓었다.
1999년 4월, 톈진 사범대학이 발행한 ‘청소년박람’ 잡지에 허쭤슈의 ‘나는 청소년이 기공을 연마하는 것을 동의하지 않는다’란 문장이 발표됐다. 노아 포터와 에단 구트먼에 따르면 해당 기사를 승인한 물리학자 허쭤슈는 중국 공안과 사법을 총괄하는 중앙 정치법률위원회 서기 뤄간(羅幹)의 동서다. 해당 기사는 기공, 특히 파룬궁이 청소년에게 유해하고 미신적이라고 주장했다. 파룬궁 수련자들은 해당 기사를 내려줄 것을 요구하며 톈진교육대학과 기타 관련기관 앞에서 시위를 벌였다. 성공적이었던 기존의 파룬궁 시위와 달리 4월 22일 시위는 무장 경찰이 300명 투입되면서 유혈 진압됐다. 수련자 중 여럿이 부상을 당하고, 45명이 현장에서 체포됐다.

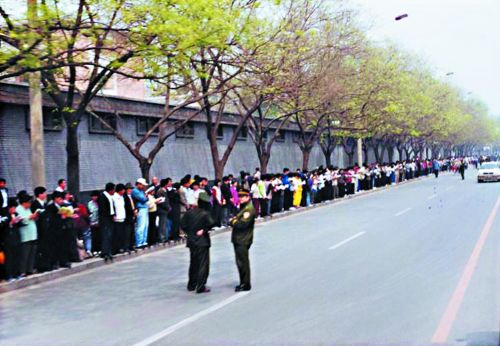
1999년 4월 25일, 중난하이 앞에서 평화 청원을 하고 있는 파룬궁 수련자들.

파룬궁 수련자들은 빠르게 대응했고, 4월 25일 아침 1만 명 이상 수련자들이 국무원 신방(청원)사무실이 소재한 중난하이(中南海, 공산당 지도자들의 공관) 인근에 모여 파룬궁 박해 행위 중단과 톈진에서 체포된 수련생들의 석방을 요구했다. 벤자민 페니에 따르면, 톈진에서 폭행당한 수련생들은 직접 현장에 찾아가 자신들이 당한 사건을 가감 없이 발표해 공산당 간부들에게 배상을 요구했다. 언론기자 에단 구트만에 따르면, 뤄간이 이끄는 공안부는 오히려 이 같은 행동을 미리 예측하고 중난하이 앞에 있는 푸유가(府右街)에 수련생들을 몰아넣어 수련자들이 중난하이를 포위하는 것처럼 보이게 했다. 이 장면은 이후 장쩌민의 파룬궁 박해 결정에 촉매 역할을 했으며 파룬궁이 정부를 포위공격했다는 유언비어 양산의 씨앗이 됐다.
하지만 5명의 파룬궁 대표들은 주룽지 총리와 몇몇 당 간부들과 만나 해당 사태 해결 협의안을 평화롭게 타결시켰다. 공산당 간부들은 파룬궁 대표들에게 파룬궁의 건강 개선 효과를 인정하며, 반정부 단체로 간주하고 있지 않다는 점을 전달했다. 합의에 도달하자 시위하던 군중도 해산했다.
그러나 공산당 총서기 장쩌민은 뤄간을 통해 시위를 감시했고, 10년 전 톈안먼 사태 이후 가장 컸던 시위 규모에 크게 분개했다고 전해진다. 장쩌민은 파룬궁에 대한 단호한 조치를 발행했고, 당시 주룽지 총리가 사태를 너무 무르게 처리하고 있다고 반복적으로 비판했다. 그날 저녁, 장쩌민은 파룬궁을 제거하길 원한다는 서신을 작성했다. 해당 서신을 통해, 장쩌민은 파룬궁의 규모와 인기뿐만 아니라 파룬궁 수련생들 중 공산당 간부들의 수가 많다는 점에 심각한 우려를 표했다. 또한, 장쩌민은 파룬궁의 도덕 철학이 마르크스-레닌주의의 무신론적 가치와 상충되며 사상적으로 문제가 많다고 강하게 규탄했다.
따라서 파룬궁은 장쩌민을 파룬궁 박해 결정을 내린 총책임자로 간주하고 있다. 딘 피어만과 토니 사이치는 장쩌민이 리훙쯔의 대중적 인기에 분노하고 시기했으리라고 분석했다. 한편, 윌리 람은 장쩌민이 파룬궁을 탄압하기로 한 결정은 공산당 내부에 권력을 단단히 하기 위함이었다고 주장했다. 국제인권감시기구 역시 중국공산당 간부들과 지배 계급이 탄압을 위해 한데 뭉치게 됐다고 밝혔다.

## 박해
1999년 7월 20일, 중국 공안들이 파룬궁 수련자들 중 간부급으로 지정한 인물들 수 천 명을 납치 및 구금했다. 그 후 2일이 지난 7월 22일, 중국 민정부는 불법 활동 개입, 미신 옹호, 허위정보 유포, 혹세무민, 분란 조장, 사회 안전 위협 등을 근거로 하여 파룬따파 연구회를 불법 단체로 공표했다. 그 다음날, 공안부는 시민들이 파룬궁을 단체로 수행하는 것, 파룬궁 서적을 소유하는 것, 파룬궁 현수막 또는 상징을 전시하는 것, 이에 대한 항의 시위에 대한 금지를 언론을 통해 밝혔다.
곧 이어 중국 당국은 파룬궁수련자들에 대한 전향 강압, 투옥, 허위정보 유포 등을 통해 파룬궁 말살 계획을 진행했고, 중간에 사상자가 발생하기도 했다. 파룬궁 금지 이후 4개월이 지난 1999년 10월에는, 사교를 금지하고 파룬궁 수련인들을 감옥에 투옥하라는 법이 제정되기도 했다. 하지만 관련 법안의 대상인 공안부의 공식 사교 리스트에는 오히려 파룬궁은 빠져 있었다. 보관됨 2013-04-24 - 웨이백 머신 또한 현재까지 파룬궁을 사교로 간주한다는 중국 법률 조항은 전혀 발견할 수 없다. 이는 탄압 지령이 합법적인 수단이 아닌 구두 지시나 보안 문서 등으로 은밀하게 내려졌기 때문이다.
수백, 수천 명 파룬궁 수련자들이 불법 투옥된 것으로 추정되며 중국 당국은 사상 개조라는 미명 하에 구금한 파룬궁 수련자들을 대상으로 노동력 착취, 정신 약물 투여, 고문 및 기타 강제 수단을 강행했다. 미국 국무부와 미국 의회 내 중국집행위원회 자료에 따르면, 중국 노동수용소(노동교양소, 勞敎所)에 입소한 사람 중 절반 이상이 파룬궁 수련자로 추정된다. 연구자 에단 구트만에 따르면, 총 노동수용소와 감옥뿐만 아니라 기타 정부 구금소에 투옥된 전체 수용자 중 15~20%가 파룬궁 수련자였다. 노동수용소에 투옥됐다 풀려난 수감자 중 파룬궁 수련자들이 최대 다수였으며, 일부 수용소에는 과반수를 넘기도 했다. 이런 상황 속에서 파룬궁 수련자들은 가장 긴 형량과 신체적 학대를 견뎌야만 했다고 전해진다. 국제사면위원회가 2013년에 중국 노동수용소를 대상으로 실시한 보고서에 따르면, 파룬궁수련자들은 총 수용소 인구 중 33%에서 100%까지 달했다.

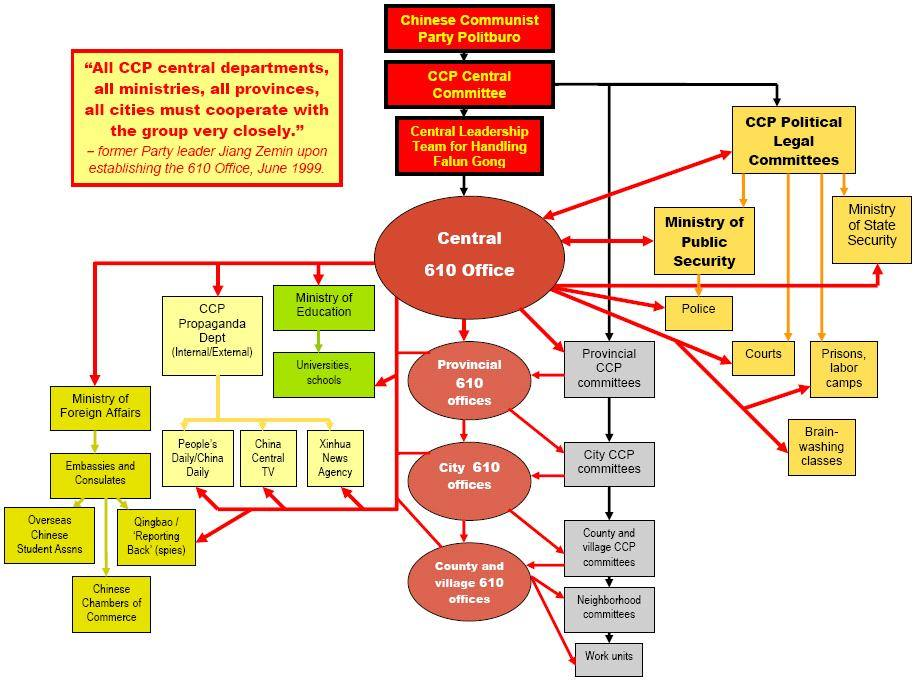
파룬궁 박해기구인 610사무실 조직도

이안 존슨에 따르면, 파룬궁에 반대하는 중국 당국의 언론 홍보는 언론 기관뿐만 아니라 경찰 및 군, 학교, 직장에 이르기까지 사회 전 영역으로 퍼져나갔다. 심지어, 초법적 기관인 ‘610사무실’을 창설해 파룬궁 탄압을 전국적으로 감독하기까지 했다. 국제인권감시기구(2002)는 일반 시민들은 정부에 협조하도록 강요받은 것이나 마찬가지라고 보고했다.

### 박해 원인 추론
해외 파룬궁 연구자들은 중국공산당이 파룬궁을 금지한 각종 이유를 제시했다. 그 중에서도 파룬궁의 인기 열풍, 중국 역사상 폭동으로 이어진 여러 (준)종교 운동들의 사례, 파룬궁의 국가와 정당으로부터의 독립 노선, 공산당 내부의 권력 갈등, 마르크스의 공산당 선언과 일부 충돌하기도 하는 파룬궁의 정신적, 도덕적 요소들이 주로 꼽혔다.
중국 공산당의 관영 통신사인 신화사는 파룬궁이 공산당과 중앙 정부에 반대되는 단체이며 이상주의, 미신 및 봉건적 미신을 설파한다고 목소리를 높였다. 또한, 신화사는 “파룬궁이 설파한 이른바 ‘진(眞)·선(善)·인(忍)’ 교리는 중국이 나아가야 할 공산주의 윤리와 문화 발전과 전혀 무관하며, 공산당 정부의 순수성과 역할에 해가 되는 파룬궁을 해체시켜야만 한다”고 주장했다. 신화사의 파룬궁 금지 조치가 선언된 첫 주에 발표한 기타 문서들에도, 파룬궁의 유신론적 태도는 중화인민공화국의 기반인 마르크스-레닌주의뿐만 아니라 유물론적 세계관과 상충하므로 파룬궁은 사라져야만 한다는 주장이 남아있다.
박해 원인에 대해 딘 피어만은 리훙쯔에 대한 장쩌민의 개인적 시기심이 작용했으리라고 지적했다. 토니 사이치 역시 장쩌민은 파룬궁의 대중적 인기에 분노한 것이며, 사상을 이유로 든 것은 그 이후라고 지적했다.
윌리 람은 자신의 저서에서 장쩌민의 파룬궁 박해는 충성심을 고취시키기 위한 용도라고 주장했다. 그는 “마오쩌둥식 방식을 통해, 장쩌민은 자신의 정치 노선을 당 간부들에게 강요시키는 모습을 보였다.”라는 한 공산당 관계자의 말을 인용하기도 했다. 워싱턴 포스트가 내부 정보통을 인터뷰한 결과, 중국공산당 중앙정치국 상무위원회 전부가 파룬궁을 제거해야 한다는 장쩌민의 주장에 동의하진 않았다는 것이 밝혀졌다. 하지만 제임스 통에 의하면 상무위원회로부터 반발은 크지 않았다.
국제인권감시기구에 따르면, 파룬궁 탄압은 공산당 정부가 본질적으로 종교는 반란의 요소가 있다고 가정하여 기존에 저지른 종교 탄압과 맥락을 같이한다. 중국 정부는 지금까지 총 5개의 종교 단체를 금지시켰다. 중국 당국이 금지한 비공식 종교단체들 또한 탄압의 대상이 됐다. 글로브 앤 메일 지에 따르면, 공산당의 비호 아래에 있지 않는 단체는 사실상 언제든지 위험하다. 월스트리트 저널의 크레이그 스미스는 중국공산당은 공산주의 사상에 반대하고, 단체를 설립할 수 있는 능력이 있는 종교 집단들이 등장하자 점점 더 압박감을 느끼고 있다고 밝혔다. 중국 전통 신앙의 부흥을 대표했던 파룬궁이 다수의 공산당원과 군부로부터 인기를 얻자 장쩌민은 고심에 빠졌던 것이다. 줄리아 칭에 따르면, 장쩌민은 군대가 종교적 중립을 지켜야 한다는 것과 유물론을 부정하는 파룬궁을 위험한 이상을 가진 단체라고 인식했기 때문에, 정부 관료들과 군인들에게서 지워내야만 한다고 여겼다.
파룬궁 연구가 자오 웨즈는 파룬궁과 중국공산당 및 언론 사이의 관계가 악화된 몇 가지 요인들을 제시했다. 그 중에서도 중국 기공단체들과의 내분, 공산당 간부들 사이 기공 반대론자들의 영향력 증가, 기공운동의 지위와 처리를 두고 1996년 중반에서부터 1999년 중반까지 파룬궁과 중국 권력 엘리트층 사이의 관점이 차이가 있었던 점이 주로 꼽히고 있다. 자오에 따르면, 파룬궁 수련자들은 중국 정부의 근대화 노력과 관련된 전체 가치 체계와 부, 권력, 과학적 이성을 추구하던 주류 문화와 반대되는 ‘저항 정신’을 키워 나갔다. 중국에서 파룬궁은 중국 토착민들이 가져왔던 정신적, 도덕적 전통이자 문화부흥 운동으로, 중국공산당 정부의 마르크스주의와는 극명하게 대비됐다.
이와 비슷하게 비비안 수는 파룬궁이 공산당 정부의 정당성에 대한 포괄적 위협으로 작용했으리라고 밝혔다. 수에 따르면 중국 지도자들은 역사적으로 ‘도덕성’을 기반으로 통치 정당성을 획득한다. 전제주의였던 과거 중국에서 도덕은 유교와 도교적 우주관에 기반을 두게 되며, 공산당 정부에서 도덕은 마르크스-레닌주의와 역사 유물론이 그 역할을 담당했다. 하지만 파룬궁은 이러한 마르크스-레닌주의 패러다임에 반박을 가한 것이며, 전통주의적 불교와 도교 개념에 기초해 전통 중국문화의 부흥에 앞장섰다. 데이비드 원비는 파룬궁이 또한 중국의 민족주의적 담론에 있어서 공산당 정부의 헤게모니에 반기를 들었다고 주장했다. 파룬궁이 가졌던 현 중국과 전통 중국에 대한 다른 시각은 중국 민족주의의 의미를 결정할 수 있는 유일한 권한을 지닌 현재 중국 정부와 공산당에게는 큰 위협이었다.
패스티 란은 중국 분리주의 운동가들과 그들이 싸웠던 역대 통치자들 사이 갈등이 지닌 패러다임을 연구했다. 란에 따르면, 이러한 패러다임의 역사는 한 왕조가 붕괴했던 때로 거슬러 올라간다. 중국의 통치자들이 자신에게 반대하며 위협을 가하기도 하는 분리주의자들에게 감시의 눈길을 계속 유지해왔던 전통은 마오쩌둥의 시대를 거쳐 지금까지 이어지게 된 것이다.

### 전향 프로그램

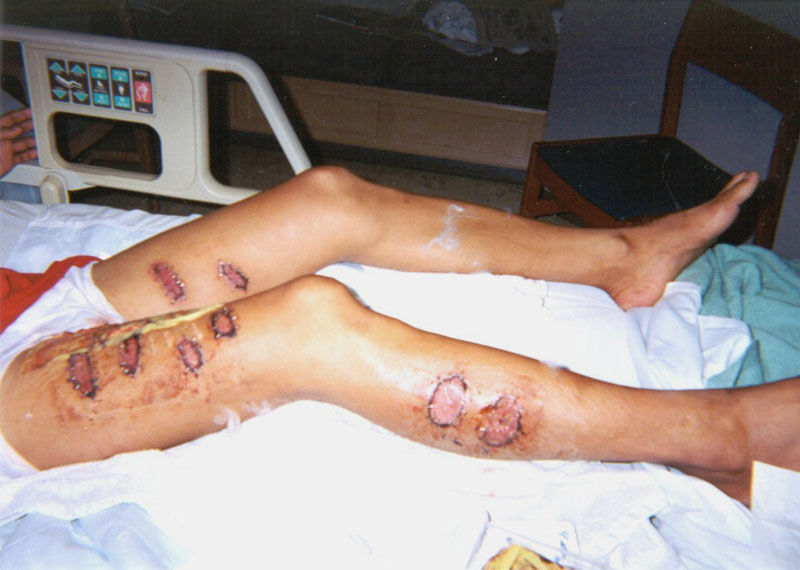
수련 포기를 강요당하며 불인두 고문 등 간수들로부터 모진 고문을 받은 파룬궁수련자 탕융제의 치료 중 사진.

제임스 통에 따르면, 공산주의 정권은 파룬궁수련자들의 수련 포기와 파룬궁 집단의 강압적 해체를 동시에 꾀했다. 공산당 정부는 파룬궁을 수련하다 적발된 사람들을 ‘노동수용소’에 구금시켜 파룬궁을 포기하고 ‘전향(수련 포기)’을 위한 프로그램을 2000년까지 실시하겠다고 발표했다. 하지만, 2000년 이후로도 경찰은 임의로 수감 기간을 연장했으며, 일부 파룬궁 수련자들은 사회질서 혼란, 국가안보 위협, 사회주의 체제 전복 시도 등의 모호한 죄목으로 기소되기도 했다. 파룬궁 연구가 로버트 베제스키는 장기간 수용된 파룬궁 구금자들 중 대다수가 중국 공식 사법체계가 아니라 이 프로그램으로 인해 투옥하게 됐다고 지적했다. 수용소에서 석방된 후에도, 전향을 거부한 수련자들은 사상개조를 위해 지역 정부가 설치한 법률 기관에 다시 투옥됐다.
전향 프로그램 중 대다수는 마오쩌둥이 시행했던 사상 주입 및 사상 개조 방법을 따랐다. 이런 상황 속에서, 파룬궁 수련자들은 파룬궁에 반대하는 TV프로그램 시청과 마르크스주의와 유물론 학습이 진행됐으며, 그 중에서도 전통 마르크스주의와 유물론이 핵심이었다.

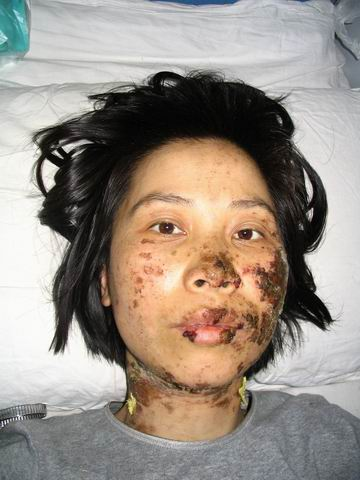
랴오닝성에서 구금되어 2005년에 고문을 받던 중 사망한 파룬궁 수련자 가오룽룽의 생전 사진

중국 정부의 후원을 받아 진행했던 전향 프로그램에서는, 심리학을 이용한 설득과 다양한 ‘소프트 셀(긍정적인 반응을 유도하는 방법)’ 기법이 활용됐다. 제임스 통은 이러한 방식을 택했던 이유는 중국 정부가 ‘이상적인 방법’으로 권장했기 때문이라고 밝혔다. 이와 반대로 파룬궁 연구 보고서에 따르면 전향을 거부하는 파룬궁 수련자들에게 대부분 심적 혼란을 주고 신체적, 정신적 피해를 주는 강압적 방식이 존재했다. 제임스 통은 총 14,474건의 사례를 고문 방법에 따라 분류했다.(고문 당 63,000건이 넘는 공식 기록들이 남아있기도 했다.) 구타, 심리적 고문, 신체적 고문, 강제로 진행되는 중노동 및 정신적 스트레스, 위생상태가 불결한 독방 감금, 화상과 동상을 번갈아 입히는 ‘열 고문’과 ‘냉 고문’, 신체의 민감한 부위에 전기 충격을 가해 구토, 경련, 졸도를 야기하는 고문, 굴욕적인 강제 영양섭취, 손톱 밑에 대나무 살 밀어 넣기, 잠·음식·화장실 사용권 박탈, 강간 및 윤간, 기절시키기, 강제 퇴직 및 학생 자격 박탈, 고문 및 신체적 위협 등이 파룬궁 수련자들을 대상으로 이뤄졌다.
이러한 사례들은 현재 증명이 가능하다. 또한, 대다수 사례들을 통해 파룬궁 수련자들의 (1) 나이, 직업, 거주지역, (2) 고문을 받은 것으로 추정되는 시간과 장소(지역, 구, 마을 및 특정 수용기관), (3) 고문을 저지른 것으로 추정되는 인물의 이름과 계급 등을 알 수 있다. 제임스 통에 따르면, 대다수 보고서에는 목격자들의 이름과 고문으로 인한 부상의 종류도 포함됐다. 파룬궁 수련자들에게는 지속적인 고문과 폭행을 저지른 사람의 이름과 직함 및 고문이 발생한 장소와 시간을 게시하는 것만이 고문을 중단시킬 수 있는 방법이 되기 때문이다.

### 박해로 인한 사상자 수
중국 내에서 중국 정부의 고문 등 박해로 사망한 수련자 수를 알아내기가 매우 어렵기 때문에 추정치는 매우 다양하다. 2009년에 뉴욕타임스는 인권단체들의 조사를 바탕으로 최소 2천 명의 사상자가 발생했다고 밝혔고, 국제사면위원회는 2008년 한 해에만 최소 100여 명의 파룬궁 수련자들이 사망한 것으로 보고했다. 파룬궁과 관련된 한 소식통은 사망자 수가 3,700명이 넘었다는 문서가 있다고 밝히기도 했다. 또한, 탐사 보도기자 에단 구트만은 추가 인터뷰를 통해 2000년에서부터 2008년 사이에 강제 장기적출로 사망한 파룬궁 수련자들이 약 6만 5천명이라고 추산하기도 했으며, 데이비드 킬고어와 데이비드 메이터스는 2000년에서 2005년까지 6년간 4만1500명이 장기 적출로 사망한 것이 공식 기록집계에서 제외됐다고 지적했다. 킬고어와 메이터스, 구트만은 2016년 최신 공동 조사보고서 ‘피의 수확/학살: 갱신판(Bloody Harvest/The Slaughter: An Update)’을 통해 장기적출로 사망한 파룬궁 피해자들이 100만명 이상에 이를 수도 있다고 발표했다.
중국 당국은 탄압으로 인해 사망한 파룬궁 수련자들의 숫자 통계를 공식적으로 발표하지 않았다. 개별 사례의 경우 당국이 구금 중 고문으로 인해 사망이 일어난 자체를 부정하는 경우도 흔했다.

### 장기적출

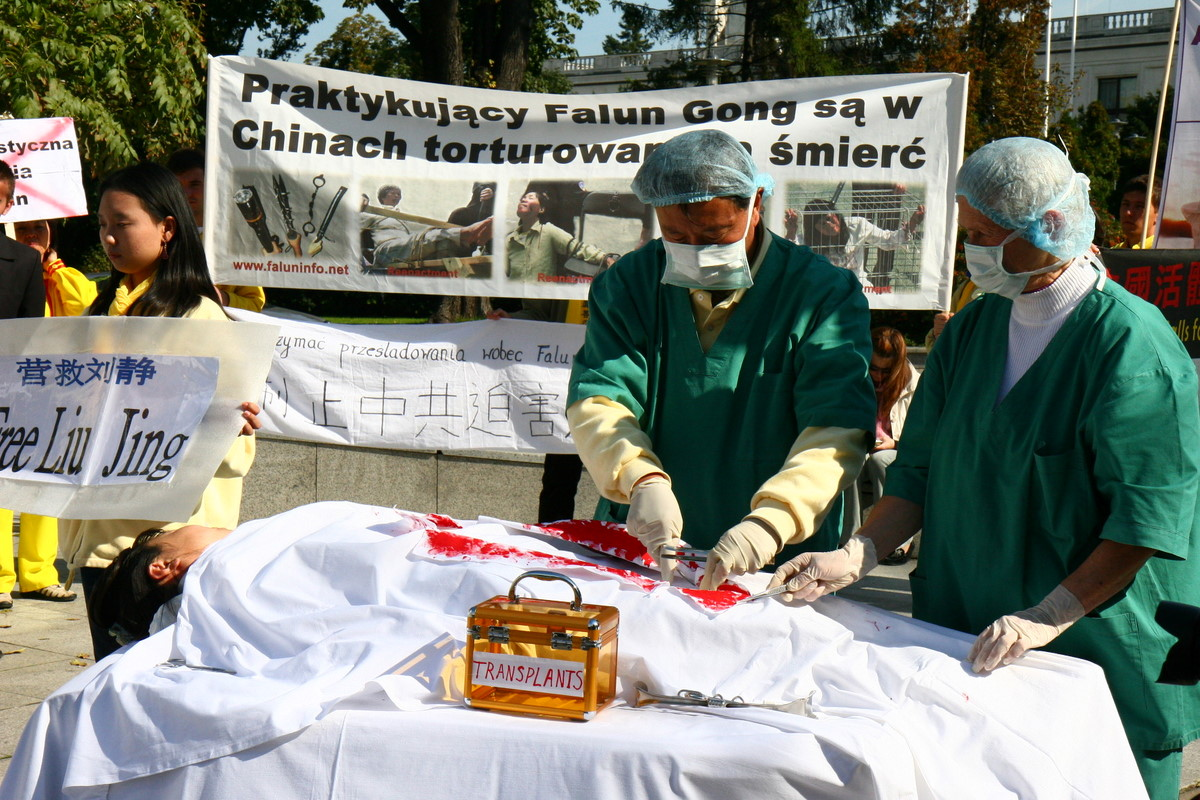
파룬궁 수련인을 대상으로 한 중국 정부의 강제 장기적출 사실을 폭로하는 해외 시연팀

2006년부터, 다수의 파룬궁 수련자들이 중국의 장기 이식 산업에 이용돼 살해됐다는 의혹이 불거지기 시작했다. 이러한 의혹은 캐나다 전 국무장관 데이비드 킬고어와 인권변호사 데이비드 메이터스의 조사 후 더욱 확산됐다.
2006년 7월에 발표된 킬고어-메이터스 보고서에 따르면, 1999년 이후로 공산당 정부, 지역 공무원, 특히 병원과 구금소 및 지역 재판소 전부가 다수의 신원 미상 파룬궁 관련 죄수들에게 사형을 선고 및 집행하는 데 연루됐다. 주로 상황 증거에 기반한 이 보고서는 중국 내 매우 짧은 장기이식 대기 기간에 주목하면서, 캐나다의 경우 간 이식 대기기간이 32.5개월인데 비해 중국은 고작 1~2주 밖에 걸리지 않는 점이 수요에 맞춰져 장기가 공급되고 있다는 점을 암시하고 있다고 지적했다. 또한, 중국에서 처음 시작된 장기이식 숫자가 1999년부터 폭발적으로 증가했으며, 이 시기가 파룬궁 박해가 시작됐던 시기와 일치하는 점에도 주목했다. 중국은 전통적인 사상을 이유로 자발적인 장기 기증 수준이 매우 낮음에도 불구하고, 매년 장기이식 숫자가 늘어 현재 전 세계에서 두 번째로 장기이식을 많이 하고 있다. 또한, 킬고어와 메이터스는 살아있는 장기 기증자로부터 이식 받을 수 있다고 광고하는 한 중국 장기이식 수술센터 웹사이트로부터 얻은 자료와 한 병원이 파룬궁 수련자들의 장기를 얻어낼 수 있다고 장기이식 대기자와 한 인터뷰 녹취록도 공개했다.

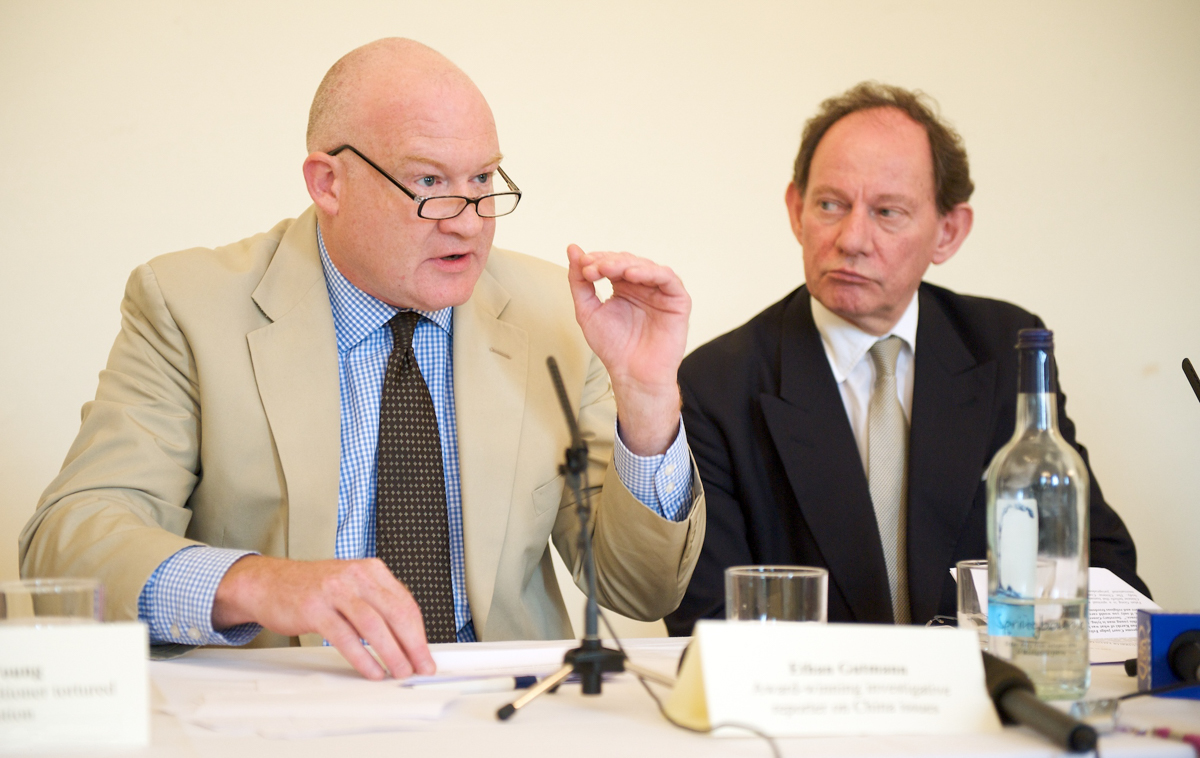
2009년 외신기자협회 언론 간담회에 참석한 에단 구트만(좌)와 유럽의회 부의장 에드워드 맥밀란 스콧(우)

결국, 2008년 5월 유엔 특별조사관이 해당 의혹을 밝히고, 2000년 이후로 중국 내에 장기 이식 숫자가 급증한 이유를 조사하기 위해 중국 당국에 조사 요청서를 전달했다. 즉각, 중국 당국은 장기적출 의혹을 부정하고, 중국은 기증자 동의 없이 장기를 판매하는 것을 금지한 WHO 규정을 준수하고 있다고 답변했다. 종교 및 소수민족에 대한 중국 정부의 장기적출 의혹을 해결하기 위해 미 하원 결의안이 제출되자, 중국 외교부 대변인은 사형대기 중인 죄수들로부터 소위 장기를 적출했다는 의혹은 파룬궁 측에서 전적으로 날조한 거짓말이라고 일축했다. 2009년 8월, 유엔 특별조사관 맨프래드 노왁은 중국 정부가 아직까지 명확하고 투명하게 공개를 거부하고 있으며, 어떻게 장기이식 자원자들이 많지 않은 시기에 장기 이식 수술이 1999년 이후로 급증했는지에 대해 명확하게 밝히지 않고 있다고 지적했다.
2014년, 탐사 보도기자 에단 구트만은 자신의 조사 결과를 발표했다. 구트만은 중국 전역에서 수용됐었던 파룬궁 수련자들뿐만 아니라 중국의 장기이식 실체를 잘 알고 있는 의료 전문가와 전 공안들을 광범위하게 인터뷰했다. 그 결과, 그는 정치범을 대상으로 한 장기 적출이 1990년대에 신장 위구르지역에서 발생한 후 전국으로 확대됐다고 보도했다. 또한, 구트만은 파룬궁 관련 수감자 중 약 6만4천 명이 2000년과 2008년 사이에 장기적출로 인해 사망했다고 추정했다.
2016년 6월 24일, 데이비드 킬고어와 데이비드 메이터스, 에단 구트만 3명의 조사원들은 미국 워싱턴DC 내셔널프레스센터에서 중국공산당의 파룬궁수련자 대상 장기적출 최신 공동 조사보고서 ‘피의 수확/학살: 갱신판’을 발표했다. 보고서에 따르면 매년 장기이식이 1만 건이라는 중국 정부의 주장과 달리, 중국 병원과 이식기관은 지난 2000년부터 매년 실제 6만-10만 건의 장기이식 수술을 실시, 지난 16년 간 총 150만-250만 건에 이를 것으로 추산했다. 이 중 대부분 피해자는 파룬궁 수련자로서, 실제 피해자가 100만 이상에 이를 가능성이 있다고 이 보고서는 지적했다. 이 보고서에 앞서 중국의 장기적출 만행을 비난하고 중단을 촉구하는 ‘343호 결의안’이 미 의회에서 통과됐다.
레온 리(Leon Lee) 감독의 중국 불법 장기 매매에 관한 다큐멘터리 '휴먼 하비스트(Human Harvest)'가 2014년 피바디상 다큐멘터리 부문을 수상했다. 이 다큐는 중국 병원에서 장기이식 수술에 사용된 상당수의 장기가 집단 수용되고 있는 파룬궁 수련자들로부터 적출됐다는 것을 밝혀냄으로써 중국의 장기이식을 둘러싼 비밀을 전세계에 알렸다.
2017년 2월 28일, 미국 '프리덤하우스'는 워싱턴에서 ‘중국의 영적 투쟁(The Battle for China’s Spirit)’이라는 제목의 최신 보고서를 발표해 중국공산당이 대규모로 파룬궁 수련자의 장기를 적출했으며 이러한 행위는 아직도 지속되고 있다고 지적했다.

### 언론 공작
파룬궁에 반대하는 중국 정부는 이미 장악한 TV, 신문, 라디오, 인터넷을 통한 대규모 언론 몰이에 나섰다. 파룬궁 탄압이 발생한지 한 달 만에 파룬궁을 비판하는 300~400개의 기사들이 국영 신문사에 게재됐으며, 황금시간 대 TV 뉴스들도 파룬궁에 대한 의혹들을 반복해 보도했다. 다른 말을 하는 언론은 존재하지 않았다. 이러한 중국 정부의 언론 장악은 파룬궁이 사회 안전을 위협했고, 속임수가 많으며, 위험할 뿐만 아니라 지금까지 이뤄온 사회진보에 해가 되는 ‘반 과학적 학문’이라고 지적하면서, 파룬궁의 도덕 철학은 마르크스주의 사회 윤리와 상충된다는 점을 분명히 했다.
대니얼 라이트와 조셉 퓨스미스와 같은 중국학 연구자들에 따르면, 파룬궁이 금지조치 된 후 몇 개월이 지나지 않아 중국 공영TV 저녁 뉴스에는 반(反) 파룬궁 소식이 가득했다. 그들은 자신들의 저서를 통해 공산당 정부는 전면적인 마녀사냥에 나섰다고 밝혔다. 베이징일보는 파룬궁을, ‘모든 사람들이 밟으려 하는 가운데 길을 건너는 쥐와 같다’고 표현하기도 했으며, 다른 관료들은 공산당의 파룬궁 말살 계획은 장기적으로 복잡하고 중요하게 다룬 부분이라고 했다.

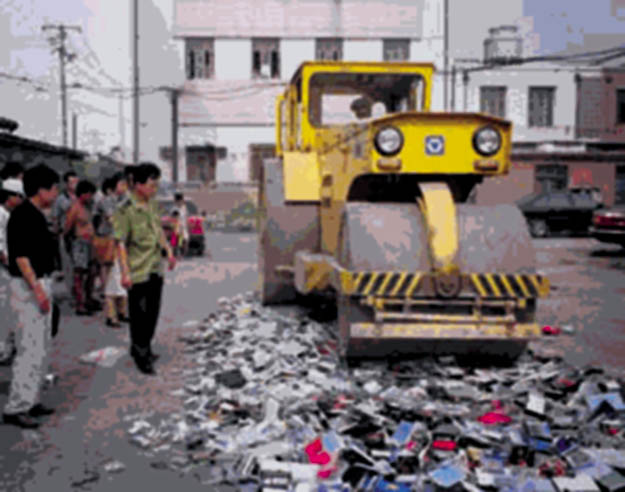
1999년 중국 당국이 파룬궁 자료를 몰수해 파기하는 장면

중국 공산당의 언론 공작은 초기에는 파룬궁의 세계관은 과학과 공산주의와 완전히 반대되는 것이라고 주장하기 위해 과학적 이성주의에 호소했다. 예를 들어, 인민일보는 1999년 7월 27일에 파룬궁과의 전쟁은 무신론과 유신론, 미신과 과학, 이상주의와 유물론 사이의 전쟁이라고 보도했다. 다른 사설들도 파룬궁의 이상주의와 유신론은 마르크스의 근본 이론과 사상과 극명하게 다르며, 파룬궁이 설파한 ‘진·선·인’은 중국이 나아가야 할 사회주의 윤리와 문화 발전과 공통점이 없다고 비난했다. 파룬궁을 억압하는 것이 중국을 위해 공산당이 앞장 서 해야 하는 필요한 일이라고 제시한 것이다.
공산당의 이러한 노력에도 불구하고, 초기 반 파룬궁 언론 공작은 대중의 폭 넓은 지지를 이끌어내지 못했다. 1999년 7월 이후, 관영 언론은 파룬궁이 외세 반중국 세력과 결탁했다는 등 일제히 비난의 수위를 높였다. 박해가 시작된 지 3개월이 지난 1999년 10월, 인민일보는 파룬궁을 ‘사교(邪敎)’라고 묘사했다. 사교란 이단 교리를 의미했지만, 반 파룬궁 언론홍보 기관들은 영어로 ‘악마 숭배(evil cult)’라고 고의로 오역했다. 중국의 전제주의 시절에 ‘사교’라는 용어는 비 유교 종교를 의미했지만, 공산당이 집권한 후로는 공산당의 허가를 받지 않은 모든 종교 집단을 가리켰다.
파룬궁 탄압 취재로 2001년 퓰리처상을 수상한 미국 저널리스트 이안 존슨에 따르면, 파룬궁에 ‘악마 숭배’라는 낙인을 찍음으로써 서양인들의 악마 숭배 반대에 대한 지지를 얻음과 동시에 정부의 불법 탄압을 숨길 수 있게 됐다. 하지만, 이안 존슨은 파룬궁이 악마 숭배의 일반적인 정의를 충족시키지 못한다고 지적했다. 파룬궁 수련자들은 교단 밖에서 결혼하고, 교단 외부에서 교류할 수 있으며, 일반적인 직업을 갖고, 사회로부터 격리돼 생활하지도 않으며, 세계 종말이 임박했다고 믿지도 않고, 교단에 거액의 헌금을 기부하지도 않는다. 또한, 파룬궁은 폭력을 옹호하지도 않았으며, 아나키스트적 성향을 띠거나 영적 정화에만 몰두하는 등 정신적 수련에만 골몰하지 않았고, 신체 건강을 중시했다. 이와 비슷하게, 데이비드 원비도 파룬궁을 악마 숭배로 언론에서 보도한 것은 파룬궁에 대한 동정 여론을 없애기 위한 중국 정부가 자행한 날조였다고 주장했다. 존 파워, 메기 Y.M. 리도, 파룬궁이 ‘정치와 무관한 기공 단체’라는 대중의 인식이 이미 형성됐던 것처럼 정부에 실제로 위협이 되는 존재라고 볼 순 없다고 지적했다. 파룬궁 탄압 언론 홍보 중 가장 중시됐던 것은 대중들이 파룬궁을 악마숭배, 미신, 사교 등 ‘부정적인 종교 집단’으로 생각하게 만드는 것이다. 파룬궁의 지하 저항 역시 사회 분란 조장으로 조작했다. 이러한 인식 전환을 위해, 공산당 정부는 중국 역사상 준 종교 집단이 정부에 반기를 들었던 긴 이력을 내세우려 시도했다.
2001년 1월 23일 설날 저녁, 톈안먼 광장에서 5명의 사람들이 분신자살을 하자 언론 공작의 유형이 바뀌게 됐다. 중국 관영 언론사인 신화사와 기타 관영 언론사들은 파룬궁 교단이 분신자살을 유도했다고 주장했지만, 파룬궁 측은 자살과 살인은 파룬궁 법리를 통해 금지되고 있으며 분신 사건은 중국 정부의 조작이라고 사건을 부인했다. 이 사건은 국제적인 관심을 받게 됐으며, 분신자살 장면을 담은 영상이 중국 CCTV를 통해 방영되기까지 했다. 12살 소녀인 류쓰잉(劉思影)이 천국으로 가기 위해 분신자살을 저질렀다는 인터뷰와 함께 다른 분신자살자와 함께 몸에 불을 붙이는 장면이 여과 없이 전파를 탔다. 하지만, 현장에 있던 CNN 프로듀서 중 한 명은 소녀를 목격한 적이 없다고 전했다. 파룬궁 관계자와 일부 중국 정부 비판가들에 따르면, 해당 사건과 관련된 분신 자살자들의 진술과 일부 분신자살자들의 행동은 파룬따파의 법리와 상충된다. 미디어 채널과 국제교육개발위원회(IED)는 해당 사건을, ‘중국공산당(CCP)이 파룬궁이 수련자들에게 자살을 세뇌시킨다고 조작하고 국가에 위험이 되는 존재로 낙인찍기 위해 저지른 행위’로 판정 내리기도 했다. 53차 유엔 회의에서 IED는 중국 정부의 파룬궁에 대한 폭력적 탄압을 국가에 의한 테러로 간주하고, 톈안먼 분신자살 사건을 정부가 꾸민 행위라고 지적했다. 워싱턴포스트 소속기자 필립 판은 현장에서 죽은 분신자살자 류춘링(劉春玲, 36)의 고향 카이펑(開封)시를 방문 취재한 결과, 그녀가 파룬궁 수련생이 아니었다고 보도했다. 2001년 5월 21일, 건강했던 류쓰잉(류춘링의 딸)이 병원을 떠나 집으로 가던 중 사망하는 사건이 일어나기도 했다. 또한, 타임스는 분신자살 사건 이전엔 대다수 중국인들이 파룬궁은 위험한 존재가 아니라고 여기고 중국공산당의 탄압이 너무 심하다고 여겼다는 칼럼을 쓰기도 했다. 하지만, 이 사건 이후에 파룬궁에 반대하는 중국 본토 언론들이 인기를 얻게 됐다. 파룬궁에 대한 중국인들의 동정 여론이 줄어들자 정부는 파룬궁에 대한 체계적인 폭력 탄압을 시행하기 시작했다.
2001년 2월, 장쩌민은 중앙경제공작회의를 소집해 반 파룬궁 운동의 중요성을 강조했으며, 당 간부들이 노력해줄 것을 당부했다. 장쩌민의 지도 아래, 1989년 톈안먼 사태를 진압한 것과 마찬가지로 파룬궁 탄압은 중국 정치권의 국가안보 유지를 위해 당연한 것으로 받아들여졌다. 장쩌민의 이러한 의지는 2001년 전국인민대표대회에도 반영됐다. 파룬궁 소멸은 중국의 경제발전과 연관됐다고까지 지적할 정도였다. 다른 국가 의제보다는 덜 두드러졌지만, 파룬궁 박해는 장쩌민이 사퇴한 후에도 지속됐다. 파룬궁에 대한 지속적이고 ‘고강도’ 언론 공작은 심지어 2008년과 2009년에도 진행됐다. 특히 2010년에는 3개년 계획을 통해 파룬궁 수련자들의 강제 정신개조 프로그램을 갱신하기까지 했다.

### 교육계를 이용한 박해
또한, 당국의 반 파룬궁 공작은 중국 교육계에도 침입하기 시작했다. 1999년 장쩌민이 파룬궁을 금지한 이후 교육부 부장(장관)이 된 천즈리(陳至立)는 대학원, 대학교, 고등학교, 중학교, 초등학교, 유치원을 비롯한 모든 교육 기관에 파룬궁에 대한 중국공산당의 노선을 적극 적용하기 시작했다. 또한, 천즈리는 대학 교수, 교직원, 대학생에게 파룬궁을 공개적으로 포기하라고 강압했으며 중국 대학교들에 ‘문화혁명식 선언’을 강요했다. 그녀의 프로그램에 순종하지 않은 교직원들은 해고 또는 구금됐으며, 비협조적인 학생들은 성적 인정을 받지 못하거나, 학교에서 퇴학 처리되고 사상개조 수용소로 이송되기까지 했다. 게다가, 천즈리는 중국 정부의 해외대학 기부금을 악용해 해외에서도 반 파룬궁 운동 홍보를 확장시켜, 파룬궁에 반대하는 분위기를 유도했다.

### 박해에 대한 파룬궁의 대응
파룬궁 수련자들의 중국 본토 내 박해에 대한 대응은 베이징이나 지방 민원기관에 호소문을 제출하면서 1999년 7월에 본격 시작됐다. 곧이어 톈안먼 광장까지 수많은 파룬궁 수련자들이 대규모 항의 집회를 매일 열어 파룬궁 공법을 수행하거나 파룬궁을 상징하는 깃발을 세우기도 했다. 하지만, 공안에 의해 수차례 시위대가 제압당하고, 시위 관련자들이 구타, 체포, 구금을 당했다. 2000년 4월 25일에는, 3만 명이 넘는 파룬궁 수련자들이 광장에서 체포되기도 했고, 2001년 1월 1일에는 톈안먼 광장에서 시위하는 700 여명의 파룬궁 추종자들이 체포됐다. 하지만, 2001년까지 이러한 공개 항의 집회는 지속됐다. 월스트리트 저널에 기고한 글에서, 랜 존슨은 파룬궁 수련자들은 50년 공산정권의 권위에 정면으로 도전하기 위해 들고 일어섰다고 적었다.
2001년 말이 되자, 톈안먼 광장에서 공개적으로 이뤄지는 시위는 점차 줄어들었고 시위는 점차 지하 조직화되기 시작했다. 극심한 탄압으로 공개 집회에 대한 열의가 줄어든 후 파룬궁 수련자들은 지하 ‘자료실’을 만들어 공영 언론에서 발표한 ‘파룬궁 유언비어들’에 대한 반박 문장과 비디오 CD를 제작했다. 그 후 수련자들은 이러한 자료들을 가가호호 방문해 배포했다. 파룬궁 정보통에 따르면, 2009년에 추산한 결과 중국 현지에 지하 자료실 개수는 20만개가 넘었다. 따라서, 중국 공안은 이렇게 만들어낸 자료를 생산, 소유, 배포하는 자들을 투옥 및 재판에 회부했다.
2002년에는 중국 내 파룬궁 활동가들은 TV 방송을 적극 활용해, 정규 국영 방송 프로그램을 자신들이 만든 컨텐츠로 바꿔 송출하기도 했다. 그 중에서도 2002년 5월에 창춘에서 파룬궁 수련자들이 지린성 내에 8개 케이블 유선방송망을 가로채 거의 1시간 동안 ‘분신자살, 아니면 거짓 연극?’이라는 동영상을 방송해내는데 성공한 사건이 가장 주목할 만하다. 이 영상 내용은 2001년 톈안먼 분신자살 사건이 중국 정부의 날조였다는 증거를 체계적으로 정리한 것이다. 하지만 수개월이 지나 이 사건과 연루된 총 6명의 파룬궁 수련자들이 체포됐고, 2명이 즉결 처형됐으며 나머지 4명은 투옥 중 부상으로 2010년에 전부 사망했다.
중국 외부에 있는 파룬궁 수련자들은 국제 언론 단체를 설립해, 중국 대륙 언론매체들의 보도에 반박하고 자신들의 대의명분을 알리기 시작했다. 이 때 설립된 언론사로는 다지위안시보(大紀元時報, The Epoch Times), 신탕런TV(新唐人, New Tang Dynasty Television), 시왕즈성 라디오(希望之聲, Sound of Hope radio station) 등이 있다. 파룬궁 연구자 자오 웨즈에 따르면, 다지위안을 통해 어떻게 파룬궁이 현재 추방된 중국 민주주의 운동가들과 소통하는 매체를 만들어나가고 있는지 공표할 수 있게 됐고, 저명한 해외 비평가들이 중국 정부에 대해 쓴 기고문들이 반복적으로 인쇄될 수 있었다. 2004년엔, 다지위안은 중국공산당에 대한 비판을 가했던 9개 사설들을 한 데 묶은 ‘9평(評) 공산당’을 출간했다. 이는 공산당 탈당운동을 폭발시키는 계기가 됐으며, 중국 시민들이 공산당 및 하위 조직인 공산주의청년단과 소년선봉대를 탈퇴하게 만들었을 뿐만 아니라[일반적으로 삼퇴(三退)라고 부름] 중국 공산당 가입을 포기하게 만들었다. 다지위안에 따르면, 개별적으로 전부 확인하진 못했지만 중국 시민 수천만 명이 이 세 가지 조직에서 탈퇴했다.
2007년에는, 미국에 기거하는 파룬궁 수련자들이 국제적인 무용 및 음악회사인 션윈(神韻)예술단을 설립했다.
또한, 미국 내에서 활동하는 파룬궁 소프트웨어 개발자들은 중국 내 네티즌들이 사용할 수 있도록 공산당 정부의 검열을 회피할 수 있는 자유문(自由門, Free Gate) 등 여러 프로그램들을 개발해냈다.
중국 외부에 거주하는 파룬궁 수련자들은 장쩌민, 뤄간, 보시라이를 포함한 반인륜 행위 및 학살을 지시한 중국 관료들에 대한 고소장을 수차례나 제출했다. 국제사법위원회에 따르면, 21세기에 제출된 인권 침해 고소장 중에서 파룬궁 관련 사건이 가장 많았을 뿐만 아니라 파룬궁 사건은 국제 형법에 따라 가장 심각한 국제 범죄 행위로 분류됐다. 2006년 기준으로, 33여개 국에서 54개의 민사 및 형사 소송이 진행 중이다. 대다수 국가 법원들은 주권 면제를 근거로 판결을 내리길 거부했다. 하지만, 2009년 말 스페인과 아르헨티나 지방 법원이 장쩌민과 뤄간을 집단학살 및 반인류 범죄자로 판결 내렸고 체포 신청을 내렸다. 또한, 스페인의 한 지방 법원은 보시라이, 자칭린, 우관정을 기소하기도 했다.
또한, 파룬궁 수련자들과 그들의 지지자들이 2011년 3월 기술회사 시스코 시스템즈(Cisco Systems)가 중국 정부의 파룬궁 탄압을 돕기 위해 감시 도구를 설계 및 제작했다는 명목으로 고소장을 제출했지만, 시스코 측은 현재까지 해당 기술을 중국 정부를 위해 사용했다는 점을 부인하고 있다.

## 중국 밖에서의 파룬궁

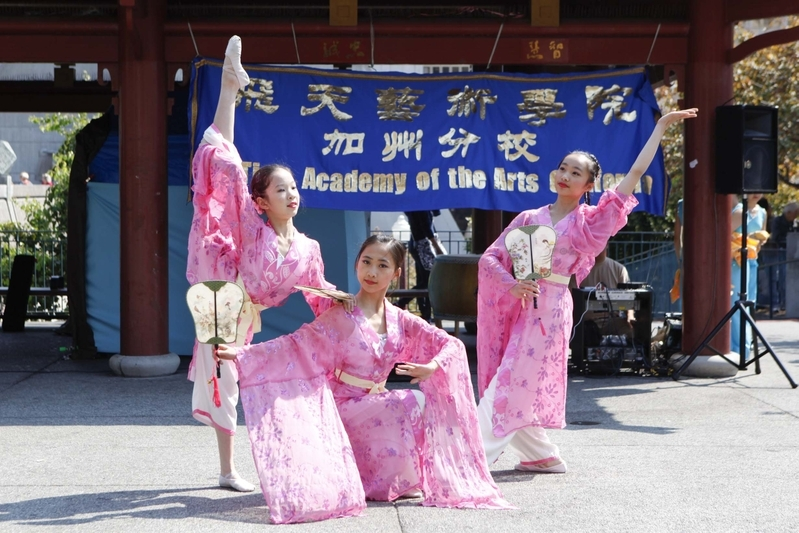
2011년 뉴욕에서 파룬궁수련자들이 문화공연을 하고 있는 장면

리훙쯔는 1995년 3월 국제적으로 파룬궁의 법리를 전파하기 시작했다. 프랑스 중국대사관 초청을 기회로, 그는 중국대사관에서 첫 번째 해외 강연을 열었다. 그 이후 리훙쯔는 1995년 5월 스웨덴에서도 강연을 열었다. 1995년과 1999년 사이에만, 리훙쯔는 미국, 캐나다, 호주, 뉴질랜드, 독일, 스위스, 싱가포르에서 여러 차례 강의를 열었다.
중국 본토 밖에서의 파룬궁의 성장세는 1990년대 초중반 중국 본토에서 서양으로 학생들이 해외 연수를 하는 것과 맞물렸다. 그 덕분에 파룬궁 학회와 동호회들이 유럽, 북미, 호주 지역에서 나타나기 시작했으며 주로 대학교 캠퍼스에서 활동했다. 파룬궁 자원봉사자와 파룬따파 학회는 현재 중국 본토를 제외하고도 80여개 국에서 활동하고 있다.
1990년대 후반부터 파룬궁 법리를 담은 번역서들이 출간되기 시작했다. 파룬궁이 중국 외부에서 확산되기 시작하면서 창시자인 리훙쯔 역시 미국과 서양 전체에서 인지도를 쌓아 올렸다. 1999년 3월 리훙쯔는 토론토 시장과 부지사의 초청을 받아 토론토를 방문했고 그로부터 두 달 후 시카고와 산호세에서도 인기를 얻기 시작했다.
파룬궁이 이렇게 1990년대에 해외에서 인기를 끌기 시작했지만 본격적으로 국제 언론의 관심을 받게 된 것은 1999년 봄에 파룬궁과 공산당 정부가 충돌하게 된 계기였다. 박해로 인해 국제적인 관심이 늘어나자 파룬궁은 중국 본토 밖에서 더 큰 인기를 얻게 됐다. 중국 공산당 정부가 파룬궁 탄압을 본격적으로 시작하자, 해외로 전파된 파룬궁이 중국 본토 내 파룬궁의 저항 활동과 생존에 큰 역할을 하게 됐다. 해외 파룬궁 수련자들은 정기적으로 시위와 퍼레이드를 진행할 뿐만 아니라 언론과 예술단을 운영하거나 중국 본토 수련자들을 위해 당국의 검열을 회피할 수 있는 소프트웨어를 개발하는 등 중국공산당 정부의 박해에 대응하기 시작했다.
파룬궁은 해외 활동을 시작한 이후로 학술 논문을 다수 발표해왔다. 그 중 대다수는 파룬궁의 역사와 사회적 배경을 조사한 사회과학자들의 공로가 컸다.

## 국제사회의 반응

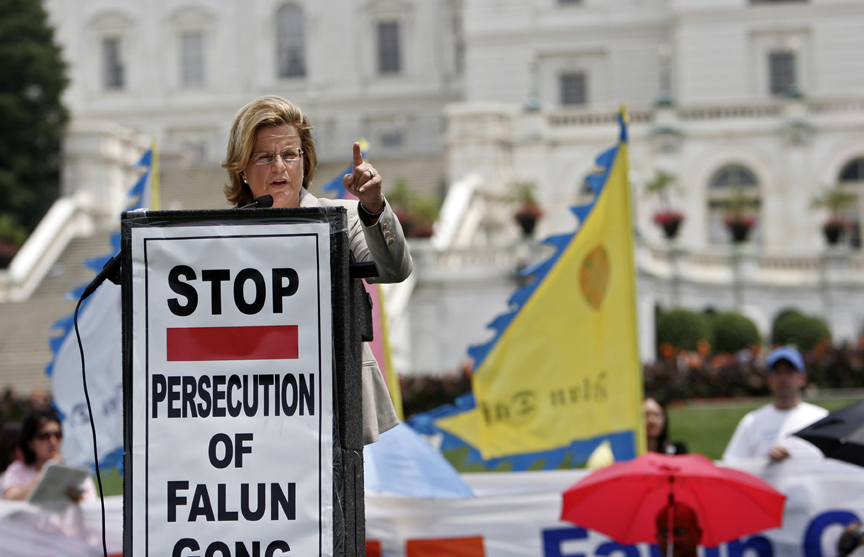
일레나 로스-레티넌 미국 하원의원장이 파룬궁 집회에서 파룬궁 지지발언을 하고 있다

1999년 이후로, 수많은 서양 정부들과 인권 기구들이 중국 정부의 파룬궁 박해에 대한 강력한 경고를 보내왔다. 특히, 미국 의회는 1999년 이후 공식 성명을 발표해 파룬궁 지원을 위한 결의안을 수차례 상정했다. 2010년에는, 파룬궁 수련자들을 대상으로 한 중국 정부가 자행한 고문, 박해, 위협, 투옥 등을 즉각 중지하라는 취지로 미국 하원 결의안 605가 발의됐다. 이를 통해, 미국 하원 의원들은 중국 당국이 저지른 거짓 언론 공작을 강하게 규탄함과 동시에 피해를 입은 파룬궁 수련자와 그 가족들에게 위로를 표했다.
2016년 6월 13일, 미국 하원은 ‘파룬궁 수련자 등 양심수에 대한 강제 장기적출’을 즉각 중지할 것을 요구하는 ‘343호 결의안’을 만장일치로 통과시켰다. 결의안은 파룬궁 수련생과 기타 양심수에 대한 ‘강제 장기적출’을 즉각 중단할 것, 17년간 지속되고 있는 파룬궁 박해를 즉각 중단할 것, 모든 파룬궁수련자와 기타 양심수를 즉각 석방할 것을 중국공산당 정부에 요구했다. 또한 장기이식 시스템에 대한 신빙성 있고 투명한 독립적 조사 진행을 허용할 것을 중국공산당 정부에 요구했다.
1999년에서부터 2001년 사이에, 서양 언론의 파룬궁에 대한 취재는 주로 파룬궁 사태 피해자에 대해 초점이 맞춰졌다. 파룬궁에 대한 언론 취재를 주제로 한 연구를 진행한 리샤이 레미쉬에 따르면, 서양 언론들 또한 정치적으로 중립을 지키지 못했던 편이었으며 파룬궁 피해자들 혹은 인권 유린보다는 중국 공산당에 대한 부정적 보도에 치우쳤다. 이에 대해 아담 프랭크는 아래와 같이 지적했다. “파룬궁에 대한 언론 보도 중에선 중국인을 ‘원시인’으로 취급하는 서양인의 오리엔탈리즘이 지배적이었고, 언론 보도를 통해 이러한 사실이 시정되긴 했지만 파룬궁과 관련된 수많은 수련자들의 정상성은 사실상 무시 받는 거나 마찬가지였다.” 데이비드 원비는 서양 언론의 이러한 태도로는 중국 당국이 파룬궁에 찍은 ‘이단’의 낙인을 일부 서양인들에게서 지울 수 없었으며, 여전히 이러한 낙인이 서양인들의 인식에 남아있다고 지적했다.
서방의 파룬궁 지원이 줄어들면서, 중국 당국은 국제적으로 파룬궁 박해를 확산시켜 나갔다. 구체적으로, 중국 당국은 외교관들을 직접 언론사로 파견해 파룬궁의 악행을 날조하고 공산당 정부의 선행을 강조했으며, 파룬궁을 지원하는 즉시 무역 관계를 끊는다고 위협을 가하고 파룬궁 지지를 취소하도록 지역 정치인들에게 압박하는 서신을 보냈다. 페리 링크에 따르면, 중국 당국이 서양 인권 단체 등에 가하는 압력은 파룬궁을 연구하는 학자들에게 중국 비자를 거부하는 등 각종 미묘한 형태로 발전했다. 심지어, 중국 정부는 파룬궁과 연관 있는 사업체들과 시민 단체들을 중국공산당 정부에 분노를 샀다는 명목 하에 차별했고 차단했다.
이러한 이유로 국제종교자유위원회 부의장인 카트리나 랜토스 스웨트는, 대다수 미국인들이 티베트와 지하 기독교인들 또는 민주주의 지지자 및 류샤오보와 아이웨이웨이를 포함한 자유언론 운동가에 대한 박해는 충분히 알고 있지만, 중국 공산당의 파룬궁 박해에 대해선 알려진 바가 거의 없었다고 소리를 높였다. 1990년대 초 이후로 중국에서 신문기자를 했던 에단 구트만 역시 중국 정부가 파룬궁에 강경한 태도를 취했기 때문에 서양 언론 기관과 인권 단체들이 특정 주제와 파룬궁의 입장을 대변하는 적극적인 목소리를 만들어나갈 가능성을 억제하고 말았다고 아쉬움을 표했다.
리차드 매드슨은 파룬궁이 종교 자유에 대한 미국 의회의 든든한 지원을 받지 못했다고 지적했다. 실제로, 파룬궁의 보수적인 도덕적 부분이 서양 내 일부 자유주의 노선의 반대를 받았다.(예: 매춘 및 동성애 문제에 대한 파룬궁의 법리) 매드슨은 미국 정치인들이 파룬궁 인권 문제를 강하게 밀어붙이지 못한 이유로, 중국 정부와의 경제적, 정치적 갈등으로 이어지는 것에 대한 두려움을 꼬집었다. 결국, 파룬궁 수련자들은 중국 정부의 광범위한 탄압에 스스로 대항하는 것이나 사실상 마찬가지였다.

## 같이 보기
- 장기 매매

- 칸중국(看中國, en:Kanzhongguo) - '칸중국'은 '중국을 지켜본다'(Watch China)라는 뜻으로 서양권에서는 비전타임스(Vision Times)로 알려져 있는 파룬궁이 운영하는 주간지 언론사

- 파룬궁 ‘바퀴’의 비밀――노스트라다무스 그림 예언서 해독 (2)